# 今日、好きになりました。
『今日、好きになりました。』（きょう、すきになりました。）は、ABEMAが製作・配信している日本の恋愛リアリティ番組。略称は今日好き。
2025年3月まで毎週月曜日の22時から23時に配信、2025年4月から毎週月曜日の21時から22時に配信されている。2017年10月16日に第1弾の放送を開始した。各シリーズごとの出演者や配信日時は後述する。

## 概要
「運命の恋を見つける、恋の修学旅行」をテーマに、現役高校生たちを追った恋愛リアリティーショー。
それ以前から「リベンジメンバー」として形はあったが、第17弾ハワイ編以降に明確化されたルールとして、旅の最終日にカップルとして成立した場合旅は終了し、カップルとして成立しなかった場合は次弾の旅に継続するかどうか選択権を得ることができるというルール。また「番組内で成立したが、破局してしまった」という場合も高校1年生から高校3年生までの間であれば、再び選択権は復活する。
基本的に全ての弾において、初対面の高校生の男女が、2泊3日の旅の中で恋愛をする内容で放送されているが、1泊2日の旅（第1弾 - 第6弾、第8弾、第9弾）、4泊5日の旅（第20弾ハワイ夏休み編）、3泊4日の旅（第24弾冬休み編、第25弾卒業編、第33弾卒業編2021、第37弾向日葵編、第42弾卒業編2022、第51弾卒業編2023、第55弾夏休み編2023、第56弾カンヌン編、第58弾九龍編、第60弾卒業編2024inセブ島、第64弾夏休み編2024、第67弾冬休み編2024、第69弾卒業編2025inシンガポール、第73弾夏休み編2025inゴールドコースト）に設定されている弾もある。
第14弾のみ連続配信ではなく、3時間特別番組版として配信された（収録形式は1泊2日）。
スタジオでは恋愛見届け人（司会進行役）として井上裕介（NON STYLE）（第17弾 - ）、Niki（第3弾 - 第5弾、第7弾 - 第10弾、第12弾、第13弾、第15弾 - 第37弾）、鷲尾伶菜（第20弾、第22弾 - 第37弾）の3人がレギュラー出演しており、恋愛の模様を盛り上げていた。しかし第37弾（向日葵編）をもって鷲尾・Nikiの2人が勇退したため、第22弾（台湾編）から約2年間に渡り続いていた井上・鷲尾・Niki体制が終了し、第35弾（鈴蘭編）にゲスト出演したYouTuberのかすがレギュラー出演となった。そして現在は、井上・かすに加えて、第46弾（セブ島編）にゲスト出演した女優の大友花恋と俳優の中川大輔の4人で恋愛の模様を盛り上げている。
第17弾からは、番組プレミアムサポートパッケージとしてKIRIN午後の紅茶の提供を受け、提供クレジット挿入のほか、MC席にも午後の紅茶が置かれている。
2020年5月11日 - 6月8日までの5週分は新型コロナウイルス感染拡大の影響により、撮影が出来ていなかったため「おうち時間特別編」と題し、特別編を放送。青い春編のメンバーがオンラインで集まり裏側を話す様子や、番組史上初の生放送、ファン投票によるベスト告白ランキング、第8弾の再編集verなどを放送した。
2020年5月25日の「おうち時間特別編#3」では番組史上初の生放送が行われ、次弾であった第27弾（紫陽花編）に参加できる女子1名･男子1名を視聴者生投票で決める公開オーディションの様子が放送された。結果は後述。

## 2017~2022年度 出演高校生

### 2017年度 出演高校生
| 弾数  | 性別 | 名前                     | 備考                                                                                                 |
| ----- | ---- | ------------------------ | --- |
| 第1弾 | 男子 | 片山凌                   | |
| 第1弾 | 男子 | 西村涼太郎               | ステッカー所属                                                                                       |
| 第1弾 | 男子 | 䋝田圭亮                 | BACS所属                                                                                             |
| 第1弾 | 男子 | デラクルス ダーウィン    | エイジアプロモーション所属                                                                           |
| 第1弾 | 女子 | 光咲ひな                 | |
| 第1弾 | 女子 | 阿部なつき               | POPTEEN大阪冬まつりオーディショングランプリ                                                          |
| 第1弾 | 女子 | メリー                   | |
| 第1弾 | 女子 | 鈴木ユリア               | 株式会社プラチナムプロダクション所属                                                                 |
| 第1弾 | 女子 | 増渕来夢                 | |
| 第1弾 | 女子 | 脇谷日南                 | |
| 第2弾 | 男子 | 吉河颯人                 | |
| 第2弾 | 男子 | 藤田颯                   | |
| 第2弾 | 男子 | 萩原匠                   | アミティープロモーション所属                                                                         |
| 第2弾 | 男子 | 高橋璃央                 | RED ACTORS所属 「男子高生ミスターコン2016」ファイナリスト                                            |
| 第2弾 | 女子 | 山本留衣                 | |
| 第2弾 | 女子 | 吉川陽多                 | |
| 第2弾 | 女子 | アンジェラ・チューバック | |
| 第2弾 | 女子 | 宅島紗彩                 | A-Light JELLYsister所属                                                                              |
| 第3弾 | 男子 | 松藤健介                 | GROVE所属 「男子高生ミスターコン2017」関西エリア準グランプリ                                         |
| 第3弾 | 男子 | 高橋龍之介               | BREST所属                                                                                            |
| 第3弾 | 男子 | 黒澤胤也                 | ハイスクール研究室メンバー                                                                           |
| 第3弾 | 女子 | 吉永江利                 | Kimono Girls所属                                                                                     |
| 第3弾 | 女子 | 比嘉延理                 | Kimono Girls所属                                                                                     |
| 第3弾 | 女子 | 前田まはる               | スターレイプロダクション所属                                                                         |
| 第3弾 | 女子 | 浦西ひかる               | カンコー委員会/POSME&Co.メンバー                                                                     |
| 第3弾 | 女子 | 早川渚紗                 | エーライツ所属                                                                                       |
| 第4弾 | 男子 | 仁規俊之助               | 99ぱらだいむメンバー                                                                                 |
| 第4弾 | 男子 | 羽鳥駿太                 | 99ぱらだいむメンバー                                                                                 |
| 第4弾 | 男子 | 田川裕輔                 | |
| 第4弾 | 女子 | 比嘉延理                 | 第3弾リベンジメンバー                                                                                |
| 第4弾 | 女子 | 田中夢                   | avex所属 ダンサー/aaa東京校特待生                                                                    |
| 第4弾 | 女子 | 須崎芽育                 | M!MiC元メンバー のちにbob up.加入                                                                    |
| 第4弾 | 女子 | 安田愛音                 | ABPinc.所属                                                                                          |
| 第4弾 | 女子 | 楠本美帆                 | GROVE所属                                                                                            |
| 第5弾 | 男子 | 西村匠                   | |
| 第5弾 | 男子 | 鍵山浩太                 | 「男子高生ミスターコン2017」関西エリア出場                                                           |
| 第5弾 | 男子 | Lei                      | |
| 第5弾 | 女子 | 田中夢                   | 第4弾リベンジメンバー                                                                                |
| 第5弾 | 女子 | 杉本愛莉鈴               | さくら学院 元メンバー ピチレモン、ニコ☆プチ 元専属モデル                                             |
| 第5弾 | 女子 | 久保瑠佳                 | アービング所属                                                                                       |
| 第5弾 | 女子 | 仲本莉絵瑠               | OTOZURE所属                                                                                          |
| 第5弾 | 女子 | 田村月光                 | derive所属                                                                                           |
| 第6弾 | 男子 | 石丸龍一                 | ハイスクール研究室メンバー                                                                           |
| 第6弾 | 男子 | 川村佳輝                 | 株式会社 brilliant.C所属 「男子高生ミスターコン2017」関東エリアファイナリスト BOYS ACTORS グランプリ |
| 第6弾 | 男子 | 持田悠生                 | A-Light所属                                                                                          |
| 第6弾 | 男子 | 松藤健介                 | 第3弾リベンジメンバー                                                                                |
| 第6弾 | 女子 | 阿部紫夕那               | OTOZURE所属                                                                                          |
| 第6弾 | 女子 | れいな                   | スタジアムプロモーション所属                                                                         |
| 第6弾 | 女子 | よしかわなみ             | suga/es(シュガレス) ギター担当                                                                       |
| 第6弾 | 女子 | 中村真凜                 | Kimono Girls所属                                                                                     |
| 第6弾 | 女子 | ギントエリ               | Libalent所属                                                                                         |
| 第7弾 | 男子 | 鹿島尚貴                 | |
| 第7弾 | 男子 | 吉田顕栄郎               | 「男子高生ミスターコン2017」九州・沖縄エリア準グランプリ                                             |
| 第7弾 | 男子 | 中谷春輝                 | |
| 第7弾 | 男子 | ヤスダケント             | |
| 第7弾 | 女子 | 市川莉乃                 | SGM所属 SGMオーディショングランプリ                                                                  |
| 第7弾 | 女子 | 吉野志涼                 | |
| 第7弾 | 女子 | 野島日菜                 | A-Light所属 Koifuriメンバー みぎてやじるし ひだりてはーとのメンバー                                  |
| 第7弾 | 女子 | 西機柊花                 | OTOZURE所属                                                                                          |
| 第7弾 | 女子 | 仲本莉絵瑠               | 第5弾リベンジメンバー                                                                                |

### 2018年度 出演高校生
| 弾数   | 性別 | 名前             | 備考 |
| ------ | ---- | ---------------- | --- |
| 第8弾  | 男子 | 高橋陽向         | 「男子高生ミスターコン2017」中部エリアファイナリスト                                                                                            |
| 第8弾  | 男子 | 川口飛雄我       | スターレイプロダクション所属 |
| 第8弾  | 男子 | 加藤勇也         | |
| 第8弾  | 女子 | 斎藤あやめ       | 「JCミスコン2017」ファイナリスト Churros所属 |
| 第8弾  | 女子 | 平野柚希         | 「JCミスコン2017」ファイナリスト みぎてやじるし ひだりてはーとメンバー                                                                          |
| 第8弾  | 女子 | 東原優希         | 「女子高生ミスコン2020」ファイナリスト(中国・四国エリア/審査員特別賞&KIREIMO賞受賞) カンコー委員会2期生 みぎてやじるし ひだりてはーとのメンバー |
| 第8弾  | 女子 | 大石みらい       | Kimono Girls所属 |
| 第8弾  | 女子 | 吉年優亜         | ドリームプロジェクト所属 現芸名 如月ゆあ(きさらぎゆあ)                                                                                          |
| 第9弾  | 男子 | 中崎颯人         | Office Artist Award 所属 |
| 第9弾  | 男子 | 市川広都         | 「男子高生ミスターコン2018」関東エリア出場 |
| 第9弾  | 男子 | 中村瑠偉斗       | 「男子高生ミスターコン2018」関西エリア出場 ハイスクール研究室メンバー                                                                           |
| 第9弾  | 男子 | 北出大治郎       | 株式会社KETEL所属 |
| 第9弾  | 男子 | 清水瑛貴         | 「男子高生ミスターコン2018」ファイナリスト 愛知県代表 中部エリア準グランプリ                                                                    |
| 第9弾  | 男子 | 加藤勇也         | 第8弾リベンジメンバー |
| 第9弾  | 女子 | 仲本愛美         | Kimono Girls所属 みぎてやじるし ひだりてはーとのメンバー(リーダー)                                                                              |
| 第9弾  | 女子 | 松尾悠花         | オスカープロモーション所属 |
| 第9弾  | 女子 | 山田麗華         | SGM所属 Popteenレギュラーモデル みぎてやじるし ひだりてはーとのメンバー                                                                         |
| 第10弾 | 男子 | 吉田顕栄郎       | 第7弾リベンジメンバー |
| 第10弾 | 男子 | 高橋龍之介       | 第3弾リベンジメンバー |
| 第10弾 | 男子 | 市川広都         | 第9弾リベンジメンバー |
| 第10弾 | 男子 | ヤスダケント     | 第7弾リベンジメンバー |
| 第10弾 | 女子 | 森元流那         | 株式会社LuaaZ所属/Youtuberグループばんばんざい元メンバー みぎてやじるし ひだりてはーとのメンバー                                                |
| 第10弾 | 女子 | 伊賀愛優菜       | Kimono Girls所属 |
| 第10弾 | 女子 | 若林萌々         | プラチナムプロダクション所属 |
| 第10弾 | 女子 | 坪井渚紗         | 株式会社ピーチ所属 |
| 第10弾 | 女子 | 熊谷朱夏         | グアム在住 |
| 第11弾 | 男子 | 鵜澤千尋         | 「男子高生ミスターコン2018」関東エリア出場 |
| 第11弾 | 男子 | 井野敬斗         | 「男子高生ミスターコン2018」セミファイナル 「男子高生ミスターコン2017」セミファイナリスト                                                       |
| 第11弾 | 男子 | 山本大翔         | |
| 第11弾 | 男子 | 奥田琉太         | |
| 第11弾 | 女子 | 今井アンジェリカ | 元Popteenレギュラーモデル nuts専属モデル |
| 第11弾 | 女子 | 小柳紫苑         | Churros所属/SNSオーディション合格者 |
| 第11弾 | 女子 | 川谷花音         | TWIN PLANET所属/カンコー委員会2期生 TGA17 TGA18 セミファイナリスト 青春高校3年C組出演(女子アイドル部)                                           |
| 第11弾 | 女子 | 平井はんな       | PLATINUM PRODUCTION所属 シブオビ 元ウダガール                                                                                                   |
| 第11弾 | 女子 | 仲本莉絵瑠       | 第5弾、7弾リベンジメンバー |
| 第12弾 | 男子 | 金田前原拓実     | 前原組所属 |
| 第12弾 | 男子 | 山口光           | Lプロダクション代表取締役 |
| 第12弾 | 男子 | 山平晴琉         | エーライツ所属 |
| 第12弾 | 男子 | 石岡快斗         | ABP inc所属 |
| 第12弾 | 男子 | 奥田琉太         | 第11弾のリベンジメンバー |
| 第12弾 | 女子 | 野城菜月         | プラチナムプロダクション所属 現芸名 8467(やしろなな)                                                                                            |
| 第12弾 | 女子 | 小高実優         | Space Craft所属 |
| 第12弾 | 女子 | 山本真花         | egg専属モデルオーディションファイナリスト |
| 第12弾 | 女子 | 坂巻有紗         | クイーンズカンパニー所属 SNSオーディション合格者                                                                                                |
| 第12弾 | 女子 | 前田まはる       | 第3弾リベンジメンバー |
| 第13弾 | 男子 | 下河亮汰         | |
| 第13弾 | 男子 | 小室翔真         | 所属事務所：BACSエンターテイメント バスケットLIVE公式アンバサダー Backslash\\(バックスラッシュ)メンバー                                         |
| 第13弾 | 男子 | 前田俊           | プラチナムプロダクション所属 第3弾、第12弾出演の前田まはるの弟、「ERROR」のメンバー                                                             |
| 第13弾 | 男子 | 古江侑豊         | ハイスクール研究室メンバー |
| 第13弾 | 女子 | moca             | lolメンバー/日本レコード大賞新人賞受賞 avex artist academy大阪校出身                                                                            |
| 第13弾 | 女子 | 山本祐里奈       | プラチナムプロダクション所属 SNSオーディション合格者                                                                                            |
| 第13弾 | 女子 | 山本瑚々南       | プラチナムプロダクション所属 元「閃光ロードショー」メンバー 出演後、初代ミスジェニック準グランプリ                                              |
| 第13弾 | 女子 | 菊池せいら       | N.D.Promotion所属/Popteen読者モデル |
| 第13弾 | 女子 | 野城菜月         | 第12弾リベンジメンバー |
| 第14弾 | 男子 | 岸川浩大         | アオハルライン出演 |
| 第14弾 | 男子 | 井上雄真         | |
| 第14弾 | 男子 | 小柳健清         | |
| 第14弾 | 男子 | 成瀬             | |
| 第14弾 | 男子 | 木村虎太郎       | |
| 第14弾 | 女子 | 田村月光         | 第5弾リベンジメンバー |
| 第14弾 | 女子 | 仲本愛美         | 第9弾リベンジメンバー |
| 第14弾 | 女子 | 市川莉乃         | 第7弾リベンジメンバー |
| 第15弾 | 男子 | 佐々木佑輔       | 男子高校生ラボ 宮城県代表 |
| 第15弾 | 男子 | 川村海斗         | スクランブルガムメンバー |
| 第15弾 | 男子 | 黒澤胤也         | 第3弾リベンジメンバー |
| 第15弾 | 男子 | 滝口空           | プラチナムプロダクション所属 |
| 第15弾 | 女子 | 新井遥           | A-Light所属 |
| 第15弾 | 女子 | 鈴木のりか       | 株式会社OTOZURE所属 |
| 第15弾 | 女子 | 永瀬かこ         | 株式会社SAKURA entertainment所属 Le Siana/イロハサクラメンバー                                                                                  |
| 第15弾 | 女子 | 久米舞子         | Churros所属 |
| 第15弾 | 女子 | 細木彩良         | Churros所属 |
| 第16弾 | 男子 | 吉開一生         | 第12弾リベンジメンバー |
| 第16弾 | 男子 | 市川広都         | 第9弾、10弾リベンジメンバー |
| 第16弾 | 男子 | 川村海斗         | 第15弾リベンジメンバー |
| 第16弾 | 男子 | 川口飛雄我       | 第8弾リベンジメンバー |
| 第16弾 | 女子 | 川田明日未       | 「女子高生ミスコン2018」ファイナリスト(中国・四国エリア)                                                                                        |
| 第16弾 | 女子 | 古澤里紗         | OTOZURE所属、CUTIE STREET︎︎メンバー |
| 第16弾 | 女子 | 溝口咲良         | |
| 第16弾 | 女子 | 新井遥           | 第15弾リベンジメンバー |
| 第16弾 | 女子 | 本多栞           | 恋するフリークの元メンバー |

### 2019年度 出演高校生
| 弾数                     | 性別                                                                | 名前                                                 | 備考 |
| ------------------------ | ------------------------------------------------------------------- | ---------------------------------------------------- | --- |
| 第17弾(ハワイ編)         | 男子                                                                | 森長一誠                                             | LUV所属 |
| 第17弾(ハワイ編)         | 男子                                                                | 鉄篦啞                                               | アイ・エヌ・ジー所属 「ERROR」のメンバー(リーダー) |
| 第17弾(ハワイ編)         | 男子                                                                | 飯沼智也                                             | 「男子高生ミスターコン2018」関東エリア出場 |
| 第17弾(ハワイ編)         | 男子                                                                | 前田俊                                               | 第13弾継続メンバー |
| 第17弾(ハワイ編)         | 女子                                                                | 福山絢水                                             | エイベックス・マネジメント所属 元Popteen専属モデル |
| 第17弾(ハワイ編)         | 女子                                                                | 倉田乃彩                                             | Churros所属 egg専属モデルオーディション第2位 |
| 第17弾(ハワイ編)         | 女子                                                                | Nono                                                 | J☆Dee’Z(後にJewelに改名)メンバー |
| 第17弾(ハワイ編)         | 女子                                                                | 重川茉弥                                             | Kimono Girls所属 みぎてやじるし ひだりてはーとのメンバー |
| 第17弾(ハワイ編)         | 女子                                                                | 仲本莉絵瑠                                           | 第5弾、第7弾、第11弾継続メンバー |
| 第18弾(香港編)           | 男子                                                                | 鉄篦啞                                               | 第17弾(ハワイ編)継続メンバー |
| 第18弾(香港編)           | 男子                                                                | 石部陽向                                             | |
| 第18弾(香港編)           | 男子                                                                | 本村海                                               | オスカープロモーション所属 |
| 第18弾(香港編)           | 男子                                                                | 矢島名月                                             | 母は元おニャン子クラブの渡辺美奈代、兄はミュージシャンの矢島愛弥。 |
| 第18弾(香港編)           | 女子                                                                | 倉田乃彩                                             | 第17弾(ハワイ編)継続メンバー |
| 第18弾(香港編)           | 女子                                                                | 刑部結生                                             | 「高一ミスコン2018」グランプリ |
| 第18弾(香港編)           | 女子                                                                | モラレスきあら                                       | エイベックス・マネジメント所属 第2回ジュノンガールズファイナリスト |
| 第18弾(香港編)           | 女子                                                                | 河本景                                               | 「女子高生ミスコン2017」「高一ミスコン2017」出場 「女子高生ミスコン2018」ファイナリスト(関東エリア/審査員特別賞受賞) 当時エイベックス・マネジメント所属 アオハルLINE出演 |
| 第18弾(香港編)           | 女子                                                                | 原ジュリアンナ亜美                                   | SISTER MANEGEMENT所属 |
| 第19弾(韓国チェジュ島編) | 男子                                                                | 旭空汰                                               | TRY&ERAのメンバー |
| 第19弾(韓国チェジュ島編) | 男子                                                                | 簡宏嘉                                               | ボックスコーポレーション所属/現芸名 簡秀吉 |
| 第19弾(韓国チェジュ島編) | 男子                                                                | 上田裕翔                                             | プラチナムプロダクション所属 |
| 第19弾(韓国チェジュ島編) | 男子                                                                | 鉄篦啞                                               | 第17弾(ハワイ編)、第18弾(香港ディズニーランド編)継続メンバー |
| 第19弾(韓国チェジュ島編) | 女子                                                                | 大槻アイリ                                           | プラチナムプロダクション所属 |
| 第19弾(韓国チェジュ島編) | 女子                                                                | 高橋香乃                                             | アーティストハウス・ピラミッド所属。/#ME*(タグミーウインク)の元メンバー、現芸名:高橋かの                                                                                 |
| 第19弾(韓国チェジュ島編) | 女子                                                                | 雨宮由乙花                                           | Lovers所属 eggモデルオーディショングランプリ egg専属モデル |
| 第19弾(韓国チェジュ島編) | 女子                                                                | 松田祐実                                             | HKT48の元メンバー(ドラフト3期生) |
| 第19弾(韓国チェジュ島編) | 女子                                                                | 河本景                                               | 第18弾(香港編)継続メンバー |
| 第19弾(韓国チェジュ島編) | 女子                                                                | 福山絢水                                             | 第17弾(ハワイ編)継続メンバー |
| 第20弾(夏休み編)         | 男子                                                                | 奥田茉裕                                             | 「ERROR」のメンバー |
| 第20弾(夏休み編)         | 男子                                                                | 福田優志                                             | |
| 第20弾(夏休み編)         | 男子                                                                | 鉄篦啞                                               | 第17弾(ハワイ編)〜第19弾(韓国チェジュ島編)継続メンバー |
| 第20弾(夏休み編)         | 男子                                                                | 簡宏嘉                                               | 第19弾(韓国チェジュ島編)継続メンバー |
| 第20弾(夏休み編)         | 女子                                                                | 坂田琴音                                             | avex所属 「TGA2017」Seventeen賞、NYLON賞、LOVE berry賞、Popteen賞受賞 「PRODUCE 101 JAPAN THE GIRLS」参加（最終順位36位）                                                |
| 第20弾(夏休み編)         | 女子                                                                | 明空星                                               | 株式会社ハイロメル所属 SNSオーディション合格者 SNSオーディション参加当時&旧芸名(本名) 宮脇星(みやわききらら)                                                             |
| 第20弾(夏休み編)         | 女子                                                                | 田中千織                                             | KCE所属 |
| 第20弾(夏休み編)         | 女子                                                                | 雨宮由乙花                                           | 第19弾(韓国チェジュ島編)継続メンバー |
| 第20弾(夏休み編)         | 女子                                                                | 倉田乃彩                                             | 第17弾(ハワイ編)、第18弾(香港ディズニーランド編)継続メンバー |
| 第21弾(韓国ソウル編)     | 男子                                                                | 深谷柊                                               | アイ・エヌ・ジー所属 |
| 第21弾(韓国ソウル編)     | 男子                                                                | 舟木健                                               | Sony Music × CREATIVE OFFICE CUE 所属 NORDメンバー |
| 第21弾(韓国ソウル編)     | 男子                                                                | 植村颯太                                             | アイ・エヌ・ジー所属 「ERROR」のメンバー |
| 第21弾(韓国ソウル編)     | 男子                                                                | 黒峰麗                                               | |
| 第21弾(韓国ソウル編)     | 女子                                                                | 雨宮由乙花                                           | 第19弾(韓国チェジュ島編)、第20弾(夏休みハワイ編)継続メンバー |
| 第21弾(韓国ソウル編)     | 女子                                                                | 西川樹里                                             | エイベックス・マネジメント所属 「JCミスコン2017」ファイナリスト |
| 第21弾(韓国ソウル編)     | 女子                                                                | 正本レイラ                                           | ミスiD2018 太陽のフォトジェニック賞受賞 |
| 第21弾(韓国ソウル編)     | 女子                                                                | 櫻井音乃                                             | ホリプロ所属、「女子高生ミスコン2019」セミファイナリスト静岡県代表 |
| 第21弾(韓国ソウル編)     | 女子                                                                | 高橋香乃                                             | 第19弾(韓国チェジュ島編)継続メンバー |
| 第21弾(韓国ソウル編)     | 女子                                                                | 明空星                                               | 第20弾(夏休みハワイ編)継続メンバー |
| 第22弾(台湾編)           | 男子                                                                | 熊谷仁志                                             | プラチナムプロダクション所属 「男子高生ミスターコン2019」関東エリア出場                                                                                                  |
| 第22弾(台湾編)           | 男子                                                                | 篠ヶ谷歩夢                                           | 元BOYS AND MEN研究生名古屋メンバー |
| 第22弾(台湾編)           | 男子                                                                | 森長一誠                                             | 第17弾(ハワイ編)継続メンバー |
| 第22弾(台湾編)           | 男子                                                                | 深谷柊                                               | 第21弾(韓国ソウル編)継続メンバー |
| 第22弾(台湾編)           | 女子                                                                | 向葵まる                                             | プラチナムプロダクション所属 「JCミスコン2018」ファイナリスト |
| 第22弾(台湾編)           | 女子                                                                | 大橋あかり                                           | LVS所属 「女子高生ミスコン2019」セミファイナリスト |
| 第22弾(台湾編)           | 女子                                                                | 雨宮由乙花                                           | 第19弾(韓国チェジュ島編)〜第21弾(韓国ソウル編)継続メンバー |
| 第22弾(台湾編)           | 女子                                                                | 西川樹里                                             | 第21弾(韓国ソウル編)継続メンバー |
| 第22弾(台湾編)           | 女子                                                                | 明空星                                               | 第20弾(夏休みハワイ編)、第21弾(韓国ソウル編)継続メンバー |
| 第23弾(グアム編)         | 男子                                                                | 後藤聖那                                             | 「男子高生ミスターコン2019」準グランプリ(関東エリア) 「ERROR」のメンバー                                                                                                 |
| 池田陸人                 | スターレイプロダクション所属 「高一ミスターコン2019」ファイナリスト |                                                      | |
| 織田魁人                 | 「男子高生ミスターコン2019」中部エリアセミファイナリスト            |                                                      | |
| 植村颯太                 | 第21弾(韓国ソウル編)継続メンバー                                    |                                                      | |
| 熊谷仁志                 | 第22弾(台湾編)継続メンバー                                          |                                                      | |
| 女子                     | 中野ゆいな                                                          | iiiidolllのメンバー                                  | |
| 女子                     | 石川翔鈴                                                            | プラチナムプロダクション所属                         | |
| 女子                     | 樽井みか                                                            | Popteenレギュラーモデル4期生                         | |
| 女子                     | 向葵まる                                                            | 第22弾(台湾編)継続メンバー                           | |
| 女子                     | 雨宮由乙花                                                          | 第19弾(韓国チェジュ島編)〜第22弾(台湾編)継続メンバー | |
| 第24弾(冬休み編)         | 男子                                                                | 木村魁希                                             | A-Light所属 |
| 第24弾(冬休み編)         | 男子                                                                | 豊田賢太                                             | |
| 第24弾(冬休み編)         | 男子                                                                | 織田魁人                                             | 第23弾(グアム編)継続メンバー |
| 第24弾(冬休み編)         | 男子                                                                | 旭空汰                                               | 第19弾(韓国チェジュ島編)継続メンバー |
| 第24弾(冬休み編)         | 女子                                                                | 大塚美波                                             | プラチナムプロダクション所属 |
| 第24弾(冬休み編)         | 女子                                                                | 小浜桃奈                                             | プラチナムプロダクション所属 |
| 第24弾(冬休み編)         | 女子                                                                | 清水英実                                             | LUV所属 |
| 第24弾(冬休み編)         | 女子                                                                | 岩永由里奈                                           | KimonoGirls所属 |
| 第24弾(冬休み編)         | 女子                                                                | 雨宮由乙花                                           | 第19弾(韓国チェジュ島編)〜第23弾(グアム編)継続メンバー |
| 第25弾(卒業編)           | 男子                                                                | 百瀬大和                                             | セントラルジャパン所属 |
| 第25弾(卒業編)           | 男子                                                                | 森長一誠                                             | 第17弾(ハワイ編)、第22弾(台湾編)継続メンバー |
| 第25弾(卒業編)           | 男子                                                                | 舟木健                                               | 第21弾(韓国ソウル編)継続メンバー |
| 第25弾(卒業編)           | 男子                                                                | 簡宏嘉                                               | 第19弾(韓国チェジュ島編)、第20弾(夏休みハワイ編)継続メンバー |
| 第25弾(卒業編)           | 女子                                                                | 上水口姫香                                           | ソニー・ミュージック・アーティスツ所属 元ラストアイドル2期生暫定メンバー                                                                                                 |
| 第25弾(卒業編)           | 女子                                                                | 福本茜                                               | ソーシャルガールズメディア所属 |
| 第25弾(卒業編)           | 女子                                                                | 髙木理帆                                             | アローズエンタテインメント所属 |
| 第25弾(卒業編)           | 女子                                                                | 高須賀友香                                           | 「女子高生ミスコン2019」ファイナリスト(中国・四国エリア代表&フリュー賞受賞)                                                                                              |
| 第25弾(卒業編)           | 女子                                                                | 中野ゆいな                                           | 第23弾(グアム編)継続メンバー |

### 2020年度 出演高校生
| 弾数               | 性別 | 名前         | 備考 |
| ------------------ | ---- | ------------ | --- |
| 第26弾(青い春編)   | 男子 | 木村伊吹     | パルムプロモーション所属 「男子高生ミスターコン2019」ファイナリスト(中国・ 四国エリア&審査員特別賞受賞)                                |
| 第26弾(青い春編)   | 男子 | 桑山隆太     | ホリプロ所属 WATWINGのメンバー |
| 第26弾(青い春編)   | 男子 | 里吉峻       | LUV所属 |
| 第26弾(青い春編)   | 男子 | 佐久間美波   | ソニー・ミュージックエンタテインメント所属                                                                                             |
| 第26弾(青い春編)   | 女子 | 永江梨乃     | OTOZURE所属 |
| 第26弾(青い春編)   | 女子 | 鵜川もえか   | ジャストプロ所属 |
| 第26弾(青い春編)   | 女子 | 粕谷音       | 「女子高生ミスコン2019」ファイナリスト(九州・沖縄エリア代表&SNOW賞受賞)/LUV所属                                                        |
| 第26弾(青い春編)   | 女子 | 広瀬梨奈     | |
| 第26弾(青い春編)   | 女子 | 山田なる     | WACK所属 / GANG PARADEのメンバー アイドルとしての名義は「ナルハワールド」                                                              |
| 第26弾(青い春編)   | 女子 | くろがねさら | 第17弾〜第20弾出演の鉄篦啞の妹 CCProduction所属                                                                                        |
| 第27弾(紫陽花編)   | 男子 | 小林希大     | 公開生放送オーディション男子部門で選出 ジャストプロ所属                                                                                |
| 第27弾(紫陽花編)   | 男子 | 天野冬海     | LVS所属 |
| 第27弾(紫陽花編)   | 男子 | 糸数竜輝     | 「男子高生ミスターコン2021」セミファイナリスト LUV所属                                                                                 |
| 第27弾(紫陽花編)   | 男子 | 木村伊吹     | 第26弾(青い春編)継続メンバー |
| 第27弾(紫陽花編)   | 女子 | 石川涼楓     | 公開生放送オーディション女子部門で選出 プラチナムプロダクション所属                                                                    |
| 第27弾(紫陽花編)   | 女子 | 羽方るな     | プラチナムプロダクション所属 |
| 第27弾(紫陽花編)   | 女子 | 中野妃菜     | OTOZURE所属 |
| 第27弾(紫陽花編)   | 女子 | 武田メイ     | |
| 第27弾(紫陽花編)   | 女子 | 粕谷音       | 第26弾(青い春編)継続メンバー |
| 第28弾(夏空編)     | 男子 | 天野冬海     | 第27弾(紫陽花編)継続メンバー |
| 第28弾(夏空編)     | 男子 | 酒寄楓太     | RISING PRODUCTION所属 |
| 第28弾(夏空編)     | 男子 | 三島啓史     | 「男子高生ミスターコン2020」ファイナリスト(中国・四国エリア&KIREIMO賞受賞) LUV所属/egg専属モデル                                       |
| 第28弾(夏空編)     | 男子 | 青山京平     | 「男子高生ミスターコン2019」ファイナリスト(関東エリア&SNOW賞受賞)                                                                      |
| 第28弾(夏空編)     | 女子 | 横田未来     | Freum所属（業務提携：incubation） |
| 第28弾(夏空編)     | 女子 | 梅原麻緒     | テラス×テラスのメンバー、プラチナムプロダクション所属                                                                                  |
| 第28弾(夏空編)     | 女子 | 星月梨杏     | プラチナムプロダクション所属 |
| 第28弾(夏空編)     | 女子 | 三野宮鈴     | 「JCミスコン2019」セミファイナリスト LUV所属                                                                                           |
| 第28弾(夏空編)     | 女子 | 石川涼楓     | 第27弾(紫陽花編)継続メンバー |
| 第28弾(夏空編)     | 女子 | 川畑愛真     | 公開生放送オーディションファイナリスト SGMedia所属                                                                                     |
| 第29弾(金木犀編)   | 男子 | 酒寄楓太     | 第28弾(夏空編)継続メンバー |
| 第29弾(金木犀編)   | 男子 | 永塚兼慎     | |
| 第29弾(金木犀編)   | 男子 | 赤羽流河     | TRUSTAR所属 |
| 第29弾(金木犀編)   | 男子 | 三島啓史     | 第28弾(夏空編)継続メンバー |
| 第29弾(金木犀編)   | 女子 | 横田未来     | 第28弾(夏空編)継続メンバー |
| 第29弾(金木犀編)   | 女子 | 西綾乃       | プラチナムプロダクション所属 |
| 第29弾(金木犀編)   | 女子 | 猪子れいあ   | エイベックス・マネジメント所属 元Someday Somewhereのメンバー                                                                           |
| 第29弾(金木犀編)   | 女子 | 羽方るな     | 第27弾(紫陽花編)継続メンバー |
| 第29弾(金木犀編)   | 女子 | 永江梨乃     | 第26弾(青い春編)継続メンバー |
| 第30弾(秋月編)     | 男子 | 近藤拓海     | LVS所属 Genesisメンバー |
| 第30弾(秋月編)     | 男子 | 松本和志     | 公開生放送オーディション1stステージ候補者 (但し出演に際しては再度応募) つばさレコーズ所属                                              |
| 第30弾(秋月編)     | 男子 | 椿善稀       | Lプロダクション代表取締役 |
| 第30弾(秋月編)     | 男子 | 赤羽流河     | 第29弾(金木犀編)継続メンバー |
| 第30弾(秋月編)     | 女子 | 西綾乃       | 第29弾(金木犀編)継続メンバー |
| 第30弾(秋月編)     | 女子 | 神谷侑理愛   | incubation所属 |
| 第30弾(秋月編)     | 女子 | 益田愛里沙   | カワイイカレッジ所属 |
| 第30弾(秋月編)     | 女子 | 朝丘さくら   | カワイイカレッジ所属 |
| 第30弾(秋月編)     | 女子 | 中村美月     | KimonoGirls所属 |
| 第31弾(星空編)     | 男子 | 丸田怜音     | nicola元専属メンズモデル エイベックス・マネジメント所属                                                                                |
| 第31弾(星空編)     | 男子 | 中野晴仁     | 「男子高生ミスターコン2020」ファイナリストグランプリ(関東エリア)                                                                       |
| 第31弾(星空編)     | 男子 | 松本和志     | 第30弾(秋月編)継続メンバー |
| 第31弾(星空編)     | 男子 | 椿善稀       | 第30弾(秋月編)継続メンバー |
| 第31弾(星空編)     | 女子 | 黒咲月       | プラチナムプロダクション所属 |
| 第31弾(星空編)     | 女子 | 早河るか     | プラチナムプロダクション所属 「高一ミスコン2019」ファイナリスト                                                                        |
| 第31弾(星空編)     | 女子 | 北村華子     | スターレイプロダクション所属 |
| 第31弾(星空編)     | 女子 | 鈴瀬まりあ   | カワイイカレッジ所属 |
| 第31弾(星空編)     | 女子 | 能戸谷このん | incubation所属 |
| 第32弾(赤い糸編)   | 男子 | 池田陽音     | 「男子高生ミスターコン2020」準グランプリ(関東エリア&モデルプレス賞受賞) プラチナムプロダクション所属                                   |
| 第32弾(赤い糸編)   | 男子 | 菅生育利     | 公開生放送オーディションファイナリスト libertytown所属、YouTuber                                                                       |
| 第32弾(赤い糸編)   | 男子 | 流稜太       | 「男子高生ミスターコン2020」セミファイナリスト(関西エリア) LUV所属                                                                     |
| 第32弾(赤い糸編)   | 男子 | 中野晴仁     | 第31弾(星空編)継続メンバー |
| 第32弾(赤い糸編)   | 女子 | 早河るか     | 第31弾(星空編)継続メンバー |
| 第32弾(赤い糸編)   | 女子 | 黒咲月       | 第31弾(星空編)継続メンバー |
| 第32弾(赤い糸編)   | 女子 | 粕谷亜理紗   | Space Craft所属 |
| 第32弾(赤い糸編)   | 女子 | 松尾美紅     | LUV所属 |
| 第32弾(赤い糸編)   | 女子 | 一之瀬葵     | CastPower所属 |
| 第33弾(卒業編2021) | 男子 | 流稜太       | 第32弾(赤い糸編)継続メンバー |
| 第33弾(卒業編2021) | 男子 | 飯泉遥斗     | 「男子高生ミスターコン2019」出場 「男子高生ミスターコン2020」ファイナリスト(関東エリア代表)、Protea*のメンバー、プラチナムピクセル所属 |
| 第33弾(卒業編2021) | 男子 | 古野瑛       | 「男子高生ミスターコン2019」関東エリア出場 「男子高生ミスターコン2021」出場                                                            |
| 第33弾(卒業編2021) | 男子 | 椿善稀       | 第30弾(秋月編)、第31弾(星空編)継続メンバー                                                                                             |
| 第33弾(卒業編2021) | 男子 | 三島啓史     | 第28弾(夏空編)、第29弾(金木犀編)継続メンバー                                                                                           |
| 第33弾(卒業編2021) | 女子 | 新塘真理     | CCProduction所属 |
| 第33弾(卒業編2021) | 女子 | 比屋根香音   | 元原宿駅前パーティーズのメンバー SGMedia所属                                                                                           |
| 第33弾(卒業編2021) | 女子 | 石川涼楓     | 第27弾(紫陽花編)、第28弾(夏空編)継続メンバー                                                                                           |
| 第33弾(卒業編2021) | 女子 | 西綾乃       | 第29弾(金木犀編)、第30弾(秋月編)継続メンバー                                                                                           |
| 第33弾(卒業編2021) | 女子 | 山田なる     | 第26弾(青い春編)継続メンバー |

### 2021年度 出演高校生
| 弾数               | 性別 | 名前         | 備考 |
| ------------------ | ---- | ------------ | --- |
| 第34弾(春桜編)     | 男子 | 畠山理温     | スターダストプロモーション所属、BATTLE BOYSのメンバー |
| 第34弾(春桜編)     | 男子 | 深堀裕之賛   | |
| 第34弾(春桜編)     | 男子 | 熊川輝       | 「男子高生ミスターコン2020」セミファイナリスト(関東エリア) 「男子高生ミスターコン2020」                                                                                  |
| 第34弾(春桜編)     | 男子 | 星野晴海     | つばさレコーズ所属、THE SUPER FRUITのメンバー |
| 第34弾(春桜編)     | 女子 | 大汐姫菜     | KTEL所属 |
| 第34弾(春桜編)     | 女子 | 岩瀬みやび   | エイベックス・マネジメント所属 |
| 第34弾(春桜編)     | 女子 | 浅井マリサ   | プラチナムプロダクション所属、第四回egg専属モデルオーディショングランプリ & egg専属モデル                                                                                |
| 第34弾(春桜編)     | 女子 | 藤原虹七     | プラチナムプロダクション所属 |
| 第34弾(春桜編)     | 女子 | 山崎美優     | 「女子高生ミスコン2021」出場/姉はYouTuberやファッションモデルとして活動するねお、ワタナベエンターテインメント所属 現芸名 野咲美優                                        |
| 第35弾(鈴蘭編)     | 男子 | 小堀遥功     | 「男子高生ミスターコン2020」セミファイナリスト(中部エリア)、CCProduction所属                                                                                             |
| 第35弾(鈴蘭編)     | 男子 | 西澤理人     | |
| 第35弾(鈴蘭編)     | 男子 | 大西大夢     | 「男子高生ミスターコン2019」出場 「男子高生ミスターコン2020」セミファイナリスト(関東エリア) 「男子高生ミスターコン2021」セミファイナリスト、スターレイプロダクション所属 |
| 第35弾(鈴蘭編)     | 男子 | 古野瑛       | 第33弾(卒業編2021)継続メンバー |
| 第35弾(鈴蘭編)     | 女子 | 池未来実     | nicola元専属モデル、エイベックス・マネジメント所属 |
| 第35弾(鈴蘭編)     | 女子 | 増田彩乃     | 「女子高生ミスコン2020」SNOW賞受賞、LUV所属、A♡Z元メンバー、Lapilaz(らぴらず)元メンバー、CUTIE STREET︎︎メンバー                                                            |
| 第35弾(鈴蘭編)     | 女子 | 増田小春     | エイベックス・マネジメント所属 |
| 第35弾(鈴蘭編)     | 女子 | 雨宮未苺     | LVS所属、第19弾〜第24弾出演の雨宮由乙花の妹 |
| 第35弾(鈴蘭編)     | 女子 | 新塘真理     | 第33弾(卒業編2021)継続メンバー |
| 第36弾(霞草編)     | 男子 | 千葉亜月     | 「男子高生ミスターコン2020」セミファイナリスト 「男子高生ミスターコン2021」ファイナリスト                                                                                |
| 第36弾(霞草編)     | 男子 | 田倉暉久     | つばさレコーズ所属、THE SUPER FRUITのメンバー |
| 第36弾(霞草編)     | 男子 | 鈴木崇矢     | ABEMAオーディション番組「格闘DREAMERS」出演 |
| 第36弾(霞草編)     | 男子 | 大久保晃成   | つばさレコーズ所属 |
| 第36弾(霞草編)     | 女子 | 松村キサラ   | ピーチ (芸能事務所) |
| 第36弾(霞草編)     | 女子 | 薄倉里奈     | KAIJU ON THE STAGEのメンバー |
| 第36弾(霞草編)     | 女子 | 杉本彩寧     | TWIN PLANET所属 |
| 第36弾(霞草編)     | 女子 | 千葉祐夕     | 「高一ミスコン2019」グランプリ 「女子高生ミスコン2019」ファイナリスト(中部エリア)&審査員特別賞受賞、LUV所属                                                              |
| 第36弾(霞草編)     | 女子 | 雨宮未苺     | 第35弾(鈴蘭編)継続メンバー |
| 第36弾(霞草編)     | 女子 | 増田小春     | 第35弾(鈴蘭編)継続メンバー |
| 第37弾(向日葵編)   | 男子 | 石川悠人     | スターレイプロダクション所属 |
| 第37弾(向日葵編)   | 男子 | 千葉海宙     | 「Mr.超十代オーディション2021」準グランプリ&モデルプレス賞 |
| 第37弾(向日葵編)   | 男子 | 佐藤颯太     | 「男子高生ミスターコン2021」ファイナリスト |
| 第37弾(向日葵編)   | 男子 | 一ノ瀬将飛   | ゼロイチファミリア所属 |
| 第37弾(向日葵編)   | 男子 | 菅生育利     | 第32弾(赤い糸編)継続メンバー |
| 第37弾(向日葵編)   | 女子 | 大塚萌香     | プラチナムプロダクション所属 |
| 第37弾(向日葵編)   | 女子 | 柚来しいな   | アイ・エヌ・ジー所属 |
| 第37弾(向日葵編)   | 女子 | 松村キサラ   | 第36弾(霞草編)継続メンバー |
| 第37弾(向日葵編)   | 女子 | 増田彩乃     | 第35弾(鈴蘭編)継続メンバー |
| 第37弾(向日葵編)   | 女子 | 山崎美優     | 第34弾(春桜編)継続メンバー |
| 第38弾(朝顔編)     | 男子 | 中里真哉斗   | 「男子高生ミスターコン2021」セミファイナリスト、LUV所属 |
| 第38弾(朝顔編)     | 男子 | 松本仁       | 「男子高生ミスターコン2021」ファイナリスト パルムプロモーション所属 |
| 第38弾(朝顔編)     | 男子 | 山崎蒼空     | 「高一ミスターコン2021」グランプリ 「男子高生ミスターコン2021」ファイナリスト                                                                                            |
| 第38弾(朝顔編)     | 男子 | 小野朝郷     | |
| 第38弾(朝顔編)     | 女子 | 折田涼夏     | Uniiique所属（業務提携：incubation） |
| 第38弾(朝顔編)     | 女子 | 上ノ堀結愛   | Kimono Girls所属 |
| 第38弾(朝顔編)     | 女子 | 福田怜奈     | 「女子高生ミスコン2021」セミファイナリスト |
| 第38弾(朝顔編)     | 女子 | 大塚萌香     | 第37弾(向日葵編)継続メンバー |
| 第38弾(朝顔編)     | 女子 | くろがねさら | 第26弾(青い春編)継続メンバー |
| 第39弾(秋桜編)     | 男子 | 北本要世     | キャリアエッジ所属 |
| 第39弾(秋桜編)     | 男子 | 福村飛翔     | |
| 第39弾(秋桜編)     | 男子 | 平本丈       | ABEMAオーディション番組「格闘DREAMERS」出演、真夏のオオカミくんには騙されない出演の平本蓮の弟                                                                            |
| 第39弾(秋桜編)     | 男子 | 山崎蒼空     | 第38弾(朝顔編)継続メンバー |
| 第39弾(秋桜編)     | 女子 | 水戸由菜     | スターレイプロダクション所属 |
| 第39弾(秋桜編)     | 女子 | 吉田佳音     | プラチナムプロダクション所属 |
| 第39弾(秋桜編)     | 女子 | 黒沢実未     | |
| 第39弾(秋桜編)     | 女子 | 佐藤もえ     | |
| 第39弾(秋桜編)     | 女子 | 柚来しいな   | 第37弾(向日葵編)継続メンバー |
| 第40弾(花梨編)     | 男子 | 北本要世     | 第39弾(秋桜編)継続メンバー |
| 第40弾(花梨編)     | 男子 | 小野朝郷     | 第38弾(朝顔編)継続メンバー |
| 第40弾(花梨編)     | 男子 | 中里真哉斗   | 第38弾(朝顔編)継続メンバー |
| 第40弾(花梨編)     | 男子 | 岡田蓮       | 「男子高生ミスターコン2021」ファイナリスト、スターレイプロダクション所属                                                                                                 |
| 第40弾(花梨編)     | 女子 | 佐藤もえ     | 第39弾(秋桜編)継続メンバー |
| 第40弾(花梨編)     | 女子 | 水戸由菜     | 第39弾(秋桜編)継続メンバー |
| 第40弾(花梨編)     | 女子 | 黒沢実未     | 第39弾(秋桜編)継続メンバー |
| 第40弾(花梨編)     | 女子 | 八瀬尾蘭     | スターレイプロダクション所属 |
| 第40弾(花梨編)     | 女子 | 崎代夏怜     | エイベックス・マネジメント所属 |
| 第41弾(蜜柑編)     | 男子 | 中里真哉斗   | 第38弾(朝顔編)、第40弾(花梨編)継続メンバー |
| 第41弾(蜜柑編)     | 男子 | 白間太陽     | NMB48元メンバー白間美瑠の弟、吉本興業所属 |
| 第41弾(蜜柑編)     | 男子 | 道木来明     | 今日好き部 文化祭プロジェクト出演 (歌チーム)、XYのメンバー、プラチナムピクセル所属                                                                                       |
| 第41弾(蜜柑編)     | 男子 | 橋爪優真     | つばさレコーズ所属、世が世なら!!!のメンバー |
| 第41弾(蜜柑編)     | 男子 | 岡田蓮       | 第40弾(花梨編)継続メンバー |
| 第41弾(蜜柑編)     | 女子 | 水戸由菜     | 第39弾(秋桜編)、第40弾(花梨編)継続メンバー |
| 第41弾(蜜柑編)     | 女子 | 実熊瑠琉     | GROVE Seju所属 |
| 第41弾(蜜柑編)     | 女子 | 柚来しいな   | 第37弾(向日葵編)、第39弾(秋桜編)継続メンバー |
| 第41弾(蜜柑編)     | 女子 | 上ノ堀結愛   | 第38弾(朝顔編)継続メンバー |
| 第42弾(卒業編2022) | 男子 | 瀧川翔太     | 「男子高生ミスターコン2021」ファイナリスト&審査員特別賞受賞 |
| 第42弾(卒業編2022) | 男子 | 早瀬千潤     | First Fl∞rのメンバー |
| 第42弾(卒業編2022) | 男子 | 本島純政     | アミューズ所属 |
| 第42弾(卒業編2022) | 男子 | 木下敬斗     | スターダストプロモーション所属 |
| 第42弾(卒業編2022) | 男子 | 千葉海宙     | 第37弾(向日葵編)継続メンバー |
| 第42弾(卒業編2022) | 男子 | 丸田怜音     | 第31弾(星空編)継続メンバー |
| 第42弾(卒業編2022) | 女子 | 崎代夏怜     | 第40弾(花梨編)継続メンバー |
| 第42弾(卒業編2022) | 女子 | 大野瑞希     | 「高一ミスコン2021」グランプリ、LVS所属 |
| 第42弾(卒業編2022) | 女子 | 松村キサラ   | 第36弾(霞草編)、第37弾(向日葵編)継続メンバー |
| 第42弾(卒業編2022) | 女子 | 増田彩乃     | 第35弾(鈴蘭編)、第37弾(向日葵編)継続メンバー |
| 第42弾(卒業編2022) | 女子 | 雨宮未苺     | 第35弾(鈴蘭編)、第36弾(霞草編)継続メンバー |

### 2022年度 出演高校生
| 弾数                 | 性別 | 名前       | 備考 |
| -------------------- | ---- | ---------- | --- |
| 第43弾(初虹編)       | 男子 | 永塚彪聖   | ホリプロインターナショナル所属、ジュノン・スーパーボーイ・アナザーズのメンバー                                                               |
| 第43弾(初虹編)       | 男子 | 兼村隼人   | 株式会社VINEYARD所属 |
| 第43弾(初虹編)       | 男子 | 國本陽斗   | 「男子高生ミスターコン2020」出場 |
| 第43弾(初虹編)       | 男子 | 吉田元気   | 「男子高生ミスターコン2022」出場 |
| 第43弾(初虹編)       | 男子 | 大木遥翔   | 「男子高生ミスターコン2021」ファイナリスト、スターレイプロダクション所属                                                                     |
| 第43弾(初虹編)       | 女子 | 右近心優   | 「女子高生ミスコン2020」ファイナリスト、アソビシステム所属、現芸名:梅田みゆ A♡Z元メンバー、Lapilaz(らぴらず)元メンバー、CUTIE STREET︎︎メンバー |
| 第43弾(初虹編)       | 女子 | 内山優花   | ジャストプロ所属 |
| 第43弾(初虹編)       | 女子 | 谷心愛     | REAL MANAGEMENT所属 |
| 第43弾(初虹編)       | 女子 | 古川結菜   | LVS所属、姉は元eggモデルゆうちゃみ |
| 第44弾(皐月編)       | 男子 | 春山凜之介 | 「男子高生ミスターコン2022」出場 |
| 第44弾(皐月編)       | 男子 | 廣居永真   | 「男子高生ミスターコン2022」SNOW賞、RISING PRODUCTION所属                                                                                    |
| 第44弾(皐月編)       | 男子 | 中野蒼空   | 「男子高生ミスターコン2020」出場、A-Light所属、AVESTメンバー                                                                                 |
| 第44弾(皐月編)       | 男子 | 石田海斗   | 「男子高生ミスターコン2021」セミファイナリスト                                                                                               |
| 第44弾(皐月編)       | 男子 | 兼村隼人   | 第43弾(初虹編)継続メンバー |
| 第44弾(皐月編)       | 女子 | 古川結菜   | 第43弾(初虹編)継続メンバー |
| 第44弾(皐月編)       | 女子 | エイミー   | Uniiique所属 |
| 第44弾(皐月編)       | 女子 | 大平萌笑   | 「松竹JAPAN GP GIRLS CONTEST」ファイナリスト、松竹芸能所属                                                                                   |
| 第44弾(皐月編)       | 女子 | 大西陽羽   | SGMedia所属 |
| 第45弾(小夏編)       | 男子 | 蓮池虎太郎 | 関西コレクションエンタープライズ所属 |
| 第45弾(小夏編)       | 男子 | 上野裕次郎 | |
| 第45弾(小夏編)       | 男子 | 新井谷悠   | 「Mr.超十代オーディション2022」グランプリ、スターレイプロダクション所属                                                                      |
| 第45弾(小夏編)       | 男子 | 内田禅     | 「男子高生ミスターコン2021」出場、LUV所属 |
| 第45弾(小夏編)       | 男子 | 大木遥翔   | 第43弾(初虹編)継続メンバー |
| 第45弾(小夏編)       | 女子 | 三浦寿莉   | Kimono Girls所属 |
| 第45弾(小夏編)       | 女子 | 田口音羽   | GROVE Seju所属 |
| 第45弾(小夏編)       | 女子 | 坂本理紗   | A-Light所属、IIIIIIIDIOM（イディオム） メンバー                                                                                              |
| 第45弾(小夏編)       | 女子 | 高畑麻優   | 「女子高生ミスコン2022」ファイナリスト、LUV所属                                                                                              |
| 第45弾(小夏編)       | 女子 | 古川結菜   | 第43弾(初虹編)、第44弾(皐月編)継続メンバー                                                                                                   |
| 第46弾(セブ島編)     | 男子 | 今井雄三緒 | |
| 第46弾(セブ島編)     | 男子 | 神代麻那   | SUMERAGI Co., Ltd所属 |
| 第46弾(セブ島編)     | 男子 | 香月慶太   | A-Light所属 |
| 第46弾(セブ島編)     | 男子 | 蓮池虎太郎 | 第45弾(小夏編)継続メンバー |
| 第46弾(セブ島編)     | 男子 | 上野裕次郎 | 第45弾(小夏編)継続メンバー |
| 第46弾(セブ島編)     | 男子 | 中野蒼空   | 第44弾(皐月編)継続メンバー |
| 第46弾(セブ島編)     | 女子 | 福間彩音   | 「女子高生ミスコン2021」準グランプリ&モデルプレス賞、LUV所属→ハルニシオンのメンバー                                                          |
| 第46弾(セブ島編)     | 女子 | ルナ       | 男女9人ダンスボーカルグループZILLONメンバー、ソニー・ミュージックアーティスツ所属                                                            |
| 第46弾(セブ島編)     | 女子 | 清水あす香 | 「JCミスコン2021」グランプリ、LUV所属 |
| 第46弾(セブ島編)     | 女子 | 川西莉子   | Popteenレギュラーモデル、ガールズダンス＆ボーカルユニットMAGICOURメンバー、株式会社VINEYARD所属                                              |
| 第46弾(セブ島編)     | 女子 | 三浦寿莉   | 第45弾(小夏編)継続メンバー |
| 第47弾(プーケット編) | 男子 | 瀬戸郁成   | 「男子高生ミスターコン2022」ファイナリスト、PKP所属                                                                                          |
| 第47弾(プーケット編) | 男子 | 松井大奈   | |
| 第47弾(プーケット編) | 男子 | 高橋翔     | A-Light所属 |
| 第47弾(プーケット編) | 男子 | 中野蒼空   | 第44弾(皐月編)、第46弾(セブ島編)継続メンバー                                                                                                 |
| 第47弾(プーケット編) | 男子 | 新井谷悠   | 第45弾(小夏編)継続メンバー |
| 第47弾(プーケット編) | 女子 | 横山莉華   | 「美少女図鑑AWARD 2021」クラウディア賞受賞                                                                                                   |
| 第47弾(プーケット編) | 女子 | 寺島季咲   | 「TGCオーディション 2021」グランプリ&Ulike賞受賞、ホリプロ所属                                                                               |
| 第47弾(プーケット編) | 女子 | 白石萌愛   | 「女子高生ミスコン2022」ファイナリスト |
| 第47弾(プーケット編) | 女子 | 清水あす香 | 第46弾(セブ島編)継続メンバー |
| 第47弾(プーケット編) | 女子 | ルナ       | 第46弾(セブ島編)継続メンバー |
| 第47弾(プーケット編) | 女子 | 高畑麻優   | 第45弾(小夏編)継続メンバー |
| 第48弾(沖縄編)       | 男子 | 前川廉     | 「男子高生ミスターコン2022」セミファイナリスト                                                                                               |
| 第48弾(沖縄編)       | 男子 | 渋谷誠也   | WARPs ROOTSのメンバー |
| 第48弾(沖縄編)       | 男子 | 外山浬     | エイベックス・マネジメント所属 |
| 第48弾(沖縄編)       | 男子 | 高橋翔     | 第47弾(プーケット編)継続メンバー |
| 第48弾(沖縄編)       | 男子 | 新井谷悠   | 第45弾(小夏編)、第47弾(プーケット編)継続メンバー                                                                                             |
| 第48弾(沖縄編)       | 女子 | 千葉雪乃   | 「女子高生ミスコン2021」グランプリ、LUV所属                                                                                                  |
| 第48弾(沖縄編)       | 女子 | 畑中萌衣   | Kimono Girls所属 |
| 第48弾(沖縄編)       | 女子 | 鈴木みう   | GROVE Seju所属、現芸名:磯村美羽 |
| 第48弾(沖縄編)       | 女子 | 森日向子   | |
| 第48弾(沖縄編)       | 女子 | 寺島季咲   | 第47弾(プーケット編)継続メンバー |
| 第49弾(ダナン編)     | 男子 | 松井大奈   | 第47弾(プーケット編)継続メンバー |
| 第49弾(ダナン編)     | 男子 | 髙橋紅輝   | Popteenメンズモデル |
| 第49弾(ダナン編)     | 男子 | 南平達矢   | 「高一ミスターコン2020」準グランプリ、acali所属                                                                                              |
| 第49弾(ダナン編)     | 男子 | 久保田燦   | |
| 第49弾(ダナン編)     | 男子 | 馬場夕河   | 兄はPopteenメンズモデル馬場海河 |
| 第49弾(ダナン編)     | 女子 | 横山莉華   | 第47弾(プーケット編)継続メンバー |
| 第49弾(ダナン編)     | 女子 | 中島結音   | Uniiique所属 |
| 第49弾(ダナン編)     | 女子 | 柳澤杏     | 株式会社VINEYARD所属 |
| 第49弾(ダナン編)     | 女子 | 姫乃夢月   | A-Light所属 |
| 第50弾(サムイ島編)   | 男子 | 南平達矢   | 第49弾(ダナン編)継続メンバー |
| 第50弾(サムイ島編)   | 男子 | 久保田燦   | 第49弾(ダナン編)継続メンバー |
| 第50弾(サムイ島編)   | 男子 | 船山恭兵   | 「男子高生ミスターコン2022」グランプリ |
| 第50弾(サムイ島編)   | 男子 | 曾我部太志 | |
| 第50弾(サムイ島編)   | 男子 | 大枝晴大   | 「男子高生ミスターコン2022」準グランプリ&candy magic賞受賞                                                                                   |
| 第50弾(サムイ島編)   | 女子 | 黒江心温   | 「女子高生ミスコン2022」準グランプリ LUV所属                                                                                                 |
| 第50弾(サムイ島編)   | 女子 | 佐野実咲   | 「ABEMA恋愛番組オーディション」グランプリ獲得により当番組出演決定 MKroom所属                                                                 |
| 第50弾(サムイ島編)   | 女子 | 伊藤愛依海 | LVS所属 、egg専属モデル |
| 第50弾(サムイ島編)   | 女子 | 坂本理紗   | 第45弾(小夏編)継続メンバー |
| 第51弾(卒業編2023)   | 男子 | 山田莉久   | |
| 第51弾(卒業編2023)   | 男子 | 北本要世   | 第39弾(秋桜編)、第40弾(花梨編)継続メンバー                                                                                                   |
| 第51弾(卒業編2023)   | 男子 | 國本陽斗   | 第43弾(初虹編)継続メンバー |
| 第51弾(卒業編2023)   | 男子 | 廣居永真   | 第44弾(皐月編)継続メンバー |
| 第51弾(卒業編2023)   | 男子 | 大枝晴大   | 第50弾(サムイ島編)継続メンバー |
| 第51弾(卒業編2023)   | 女子 | 永野好音   | Freum所属 |
| 第51弾(卒業編2023)   | 女子 | 菜那セシル | 2023ミス・ティーン・ジャパンファイナリスト、パール所属                                                                                       |
| 第51弾(卒業編2023)   | 女子 | 寺島季咲   | 第47弾(プーケット編)、第48弾(沖縄編)継続メンバー                                                                                             |
| 第51弾(卒業編2023)   | 女子 | 折田涼夏   | 第38弾(朝顔編)継続メンバー |
| 第51弾(卒業編2023)   | 女子 | 雨宮未苺   | 第35弾(鈴蘭編)、第36弾(霞草編)、第42弾(卒業編2022)継続メンバー                                                                               |

## 2023~2024年度 出演高校生

### 2023年度 出演高校生
| 弾数                           | 性別 | 名前             | 備考                                                                                                 |
| ------------------------------ | ---- | ---------------- | --- |
| 第52弾(フーコック島編)         | 男子 | 須藤大和         | 「男子高生ミスターコン2022」ファイナリスト、パルムプロモーション所属                                 |
| 第52弾(フーコック島編)         | 男子 | 植野花道         | 「男子高生ミスターコン2023」グランプリ、WH@Z所属                                                     |
| 第52弾(フーコック島編)         | 男子 | 大橋真白         | A-Light所属                                                                                          |
| 第52弾(フーコック島編)         | 男子 | 池田大志         | 「高一ミスターコン2022」準グランプリ/「男子高生ミスターコン2023」ファイナリスト                      |
| 第52弾(フーコック島編)         | 女子 | 林姫奈妙         | トイボックスエージェント所属                                                                         |
| 第52弾(フーコック島編)         | 女子 | 細川愛沙         | LVS所属、egg専属モデル                                                                               |
| 第52弾(フーコック島編)         | 女子 | 新井侑良         | 「女子高生ミスコン2023」ファイナリスト                                                               |
| 第52弾(フーコック島編)         | 女子 | 百田汐里         | プラチナムプロダクション所属                                                                         |
| 第52弾(フーコック島編)         | 女子 | 永野好音         | 第51弾(卒業編2023)継続メンバー                                                                       |
| 第53弾(パタヤ編)               | 男子 | 長谷川脩士       | |
| 第53弾(パタヤ編)               | 男子 | 松田陽斗         | 「男子高生ミスターコン2022」出場、株式会社SOLIS所属                                                  |
| 第53弾(パタヤ編)               | 男子 | 岩本准之介       | |
| 第53弾(パタヤ編)               | 男子 | 池田大志         | 第52弾(フーコック島編)継続メンバー                                                                   |
| 第53弾(パタヤ編)               | 男子 | 植野花道         | 第52弾(フーコック島編)継続メンバー                                                                   |
| 第53弾(パタヤ編)               | 女子 | 古園井寧々       | GROVE Seju所属                                                                                       |
| 第53弾(パタヤ編)               | 女子 | 小串日葵         | GROVE Seju所属                                                                                       |
| 第53弾(パタヤ編)               | 女子 | 平松想乃         | GROVE Seju所属                                                                                       |
| 第53弾(パタヤ編)               | 女子 | 中島結音         | 第49弾(ダナン編)継続メンバー                                                                         |
| 第54弾(チュンムン編)           | 男子 | 菊地瑛仁         | 「男子高生ミスターコン2022」出場                                                                     |
| 第54弾(チュンムン編)           | 男子 | 芝田祥伍         | |
| 第54弾(チュンムン編)           | 男子 | 長濱薩生         | 「男子高生ミスターコン2022」ファイナリスト                                                           |
| 第54弾(チュンムン編)           | 男子 | 大橋真白         | 第52弾(フーコック島編)継続メンバー                                                                   |
| 第54弾(チュンムン編)           | 女子 | 小串日葵         | 第53弾(パタヤ編)継続メンバー                                                                         |
| 第54弾(チュンムン編)           | 女子 | 夏川メガン       | GROVE Seju所属                                                                                       |
| 第54弾(チュンムン編)           | 女子 | 田仲埜愛         | エイベックス・マネジメント所属                                                                       |
| 第54弾(チュンムン編)           | 女子 | 山口永愛         | 恋ステSeason19出演の山口夢菜の妹、YOUNG,WILD&FREE所属                                                |
| 第54弾(チュンムン編)           | 女子 | 本田るあ         | Kimono Girls所属                                                                                     |
| 第55弾(夏休み編2023)           | 男子 | 小幡海潤         | A-Light所属                                                                                          |
| 第55弾(夏休み編2023)           | 男子 | 川端輝           | 「高一ミスターコン2023」グランプリ/「男子高生ミスターコン2023」ファイナリスト                        |
| 第55弾(夏休み編2023)           | 男子 | 長濱薩生         | 第54弾(チュンムン編)継続メンバー                                                                     |
| 第55弾(夏休み編2023)           | 男子 | 高橋翔           | 第47弾(プーケット編)・第48弾(沖縄編)継続メンバー                                                     |
| 第55弾(夏休み編2023)           | 男子 | 植野花道         | 第52弾(フーコック島編)・第53弾(パタヤ編)継続メンバー                                                 |
| 第55弾(夏休み編2023)           | 女子 | 田仲埜愛         | 第54弾(チュンムン編)継続メンバー                                                                     |
| 第55弾(夏休み編2023)           | 女子 | 小國舞羽         | 「JCミスコン2022」審査員特別賞、LUV所属                                                              |
| 第55弾(夏休み編2023)           | 女子 | 向井怜衣         | GROVE Seju所属                                                                                       |
| 第55弾(夏休み編2023)           | 女子 | 吉田羽花         | プラチナムプロダクション所属、Shibu3 projectのメンバー                                               |
| 第55弾(夏休み編2023)           | 女子 | 大嶺夢月希       | RISE所属                                                                                             |
| 第56弾(カンヌン編)             | 男子 | 植野花道         | 第52弾(フーコック島編)・第53弾(パタヤ編)・第55弾(夏休み編2023)継続メンバー                           |
| 第56弾(カンヌン編)             | 男子 | 八幡晴人         | 「Mr.超十代オーディション2023」ファイナリスト、スターレイプロダクション所属                          |
| 第56弾(カンヌン編)             | 男子 | 武田愁           | 「男子高生ミスターコン2023」ファイナリスト                                                           |
| 第56弾(カンヌン編)             | 男子 | 今富将吾         | 「男子高生ミスターコン2022」セミファイナリスト、A-Light所属                                          |
| 第56弾(カンヌン編)             | 男子 | 吉田叡史         | A-Light所属                                                                                          |
| 第56弾(カンヌン編)             | 女子 | りんか           | スターレイプロダクション所属                                                                         |
| 第56弾(カンヌン編)             | 女子 | 冨永真姫         | プラチナムプロダクション所属、Shibu3 projectのメンバー                                               |
| 第56弾(カンヌン編)             | 女子 | 中山あやか       | nicola専属モデル、バレンタインデュウ(熊本)/アービング(東京)所属                                      |
| 第56弾(カンヌン編)             | 女子 | 磯村美羽         | 第48弾(沖縄編)継続メンバー                                                                           |
| 第57弾(台北編)                 | 男子 | 矢口昂歩         | 「男子高生ミスターコン2022」モデルプレス賞、パルムプロモーション所属                                 |
| 第57弾(台北編)                 | 男子 | 林奇跡           | MKroom所属                                                                                           |
| 第57弾(台北編)                 | 男子 | 富口大夢         | 「高一ミスターコン2023」準グランプリ                                                                 |
| 第57弾(台北編)                 | 男子 | 呉愁真           | RISING PRODUCTION所属                                                                                |
| 第57弾(台北編)                 | 男子 | 古沢わつらふ     | エイジアプロモーション所属                                                                           |
| 第57弾(台北編)                 | 女子 | ゆあん           | 「高一ミスコン2022」準グランプリ/「女子高生ミスコン2022」審査員特別賞、LUV所属                       |
| 第57弾(台北編)                 | 女子 | 永松芽麗         | トイボックスエージェント所属                                                                         |
| 第57弾(台北編)                 | 女子 | アンジーひより   | バイモスター所属                                                                                     |
| 第57弾(台北編)                 | 女子 | 大竹愛美         | |
| 第57弾(台北編)                 | 女子 | 吉田羽花         | 第55弾(夏休み編2023)継続メンバー                                                                     |
| 第58弾(九龍編)                 | 男子 | 矢口昂歩         | 第57弾(台北編)継続メンバー                                                                           |
| 第58弾(九龍編)                 | 男子 | 米山颯太         | 「男子高生ミスターコン2023」出場、MKroom所属                                                         |
| 第58弾(九龍編)                 | 男子 | 松田謙希         | 「男子高生ミスターコン2023」セミファイナリスト MKroom所属                                            |
| 第58弾(九龍編)                 | 男子 | 村澤瑠依         | 「第34回ジュノン・スーパーボーイ・コンテスト」ファイナリスト、ワイケーエージェント所属               |
| 第58弾(九龍編)                 | 女子 | 鈴木日彩         | パール所属                                                                                           |
| 第58弾(九龍編)                 | 女子 | 矢口桜咲         | エイチジェイ所属                                                                                     |
| 第58弾(九龍編)                 | 女子 | 中川そら         | Incubation所属                                                                                       |
| 第58弾(九龍編)                 | 女子 | 工藤瑠蒔愛       | KCEP所属                                                                                             |
| 第58弾(九龍編)                 | 女子 | 千葉紀佳         | 現芸名：真田典佳                                                                                     |
| 第59弾(卒業編2024inプーケット) | 男子 | 北島岬           | 「ニコラ」メンズレギュラーモデル、スターダストプロモーション所属                                     |
| 第59弾(卒業編2024inプーケット) | 男子 | ケイトアレックス | 「男子高生ミスターコン2023」準グランプリ、WH@Z所属、現芸名:櫻井亜蓮                                  |
| 第59弾(卒業編2024inプーケット) | 男子 | 菅沼大輔         | 「男子高生ミスターコン2023」出場                                                                     |
| 第59弾(卒業編2024inプーケット) | 男子 | 村澤瑠依         | 第58弾(九龍編)継続メンバー                                                                           |
| 第59弾(卒業編2024inプーケット) | 男子 | 米山颯太         | 第58弾(九龍編)継続メンバー                                                                           |
| 第59弾(卒業編2024inプーケット) | 男子 | 吉田叡史         | 第56弾(カンヌン編)継続メンバー                                                                       |
| 第59弾(卒業編2024inプーケット) | 女子 | 田中碧空         | A-Light所属                                                                                          |
| 第59弾(卒業編2024inプーケット) | 女子 | 早坂ゆう         | Astle所属（業務提携：TWIN PLANET）、双子の妹がアイドルグループLITMOONメンバー                        |
| 第59弾(卒業編2024inプーケット) | 女子 | 中川そら         | 第58弾(九龍編)継続メンバー                                                                           |
| 第59弾(卒業編2024inプーケット) | 女子 | 寺島季咲         | 第47弾(プーケット編)・第48弾(沖縄編)・第51弾(卒業編2023)継続メンバー                                 |
| 第59弾(卒業編2024inプーケット) | 女子 | 中島結音         | 第49弾(ダナン編)・第53弾(パタヤ編)継続メンバー                                                       |
| 第60弾(卒業編2024inセブ島)     | 男子 | 吉田叡史         | 第56弾(カンヌン編)・第59弾(卒業編2024inプーケット)継続メンバー                                       |
| 第60弾(卒業編2024inセブ島)     | 男子 | 米山颯太         | 第58弾(九龍編)・第59弾(卒業編2024inプーケット)継続メンバー                                           |
| 第60弾(卒業編2024inセブ島)     | 男子 | 川尻杜音         | 5人組アイドルグループU×2メンバー                                                                     |
| 第60弾(卒業編2024inセブ島)     | 男子 | 伊藤航           | 「男子高生ミスターコン2023」審査員特別賞・モデルプレス賞、パルムプロモーション所属                   |
| 第60弾(卒業編2024inセブ島)     | 男子 | フゥンブジャバオ | OfficeBriller所属                                                                                    |
| 第60弾(卒業編2024inセブ島)     | 男子 | 那須川龍心       | プロボクサー那須川天心の弟                                                                           |
| 第60弾(卒業編2024inセブ島)     | 女子 | 寺島季咲         | 第47弾(プーケット編)・第48弾(沖縄編)・第51弾(卒業編2023)・第59弾(卒業編2024inプーケット)継続メンバー |
| 第60弾(卒業編2024inセブ島)     | 女子 | 中川そら         | 第58弾(九龍編)・第59弾(卒業編2024inプーケット)継続メンバー                                           |
| 第60弾(卒業編2024inセブ島)     | 女子 | 板倉ももか       | エイジアプロモーション所属                                                                           |
| 第60弾(卒業編2024inセブ島)     | 女子 | 赤木優香         | Model Agency Kimono Girls所属                                                                        |
| 第60弾(卒業編2024inセブ島)     | 女子 | 田仲埜愛         | 第54弾(チュンムン編)・第55弾(夏休み編2023)継続メンバー                                               |
| 第60弾(卒業編2024inセブ島)     | 女子 | 小國舞羽         | 第55弾(夏休み編2023)継続メンバー                                                                     |

### 2024年度 出演高校生
| 弾数                               | 性別 | 名前             | 備考 |
| ---------------------------------- | ---- | ---------------- | --- |
| 第61弾(ニャチャン編)               | 男子 | 松本一彩         | 松本仁(第38弾(朝顔編)出演)の弟 「高一ミスターコン2022」グランプリ/「男子高生ミスターコン2022」ファイナリスト、パルムプロモーション所属 |
| 第61弾(ニャチャン編)               | 男子 | 中村健太朗       | MKroom所属 |
| 第61弾(ニャチャン編)               | 男子 | 忠村太陽         | A-Light所属 |
| 第61弾(ニャチャン編)               | 男子 | 川端輝           | 第55弾(夏休み編2023)継続メンバー |
| 第61弾(ニャチャン編)               | 男子 | 村澤瑠依         | 第58弾(九龍編)・第59弾(卒業編2024 inプーケット)継続メンバー                                                                            |
| 第61弾(ニャチャン編)               | 女子 | 村重エリカ       | 元HKT48村重杏奈の妹、ワタナベエンターテインメント所属                                                                                  |
| 第61弾(ニャチャン編)               | 女子 | 久保田海羽       | VAZ所属、元めるぷちメンバー |
| 第61弾(ニャチャン編)               | 女子 | 米澤りあ         | 「女子高生ミスコン2023」グランプリ、WH@Z所属                                                                                           |
| 第61弾(ニャチャン編)               | 女子 | 谷田ラナ         | Popteen専属モデル、リズメディア所属 |
| 第61弾(ニャチャン編)               | 女子 | 早坂ゆう         | 第59弾(卒業編2024 inプーケット)継続メンバー                                                                                            |
| 第62弾(プサン編)                   | 男子 | 阿部創馬         | Reguru Spade所属 |
| 第62弾(プサン編)                   | 男子 | 坂本ジェルー寿真 | blowout所属、「NEXT MUSE CONTEST」初代グランプリ                                                                                       |
| 第62弾(プサン編)                   | 男子 | 川端輝           | 第55弾(夏休み編2023)・第61弾(ニャチャン編)継続メンバー                                                                                 |
| 第62弾(プサン編)                   | 男子 | 富口大夢         | 第57弾(台北編)継続メンバー |
| 第62弾(プサン編)                   | 女子 | 土屋惺来         | A-Light所属、モデル土屋怜菜の妹 |
| 第62弾(プサン編)                   | 女子 | 瀬川陽菜乃       | Uniiique所属 |
| 第62弾(プサン編)                   | 女子 | 倉八音羽         | RISING PRODUCTION所属、「JCミスコン2020」準グランプリ                                                                                  |
| 第62弾(プサン編)                   | 女子 | 早坂ゆう         | 第59弾(卒業編20 inプーケット)・第61弾(ニャチャン編)継続メンバー                                                                        |
| 第62弾(プサン編)                   | 女子 | 古園井寧々       | 第53弾（パタヤ編）継続メンバー |
| 第63弾(ホアヒン編)                 | 男子 | 阿部創馬         | 第62弾(プサン編)継続メンバー |
| 第63弾(ホアヒン編)                 | 男子 | 坂本ジェルー寿真 | 第62弾(プサン編)継続メンバー |
| 第63弾(ホアヒン編)                 | 男子 | 藤井恋           | 「第36回ジュノン・スーパーボーイ・コンテスト」審査員特別賞、トランスワールドジャパン所属                                               |
| 第63弾(ホアヒン編)                 | 男子 | 角田翔           | セントラルジャパン所属 |
| 第63弾(ホアヒン編)                 | 男子 | 黒木聖那         | 「男子高生ミスターコン2024」グランプリ                                                                                                 |
| 第63弾(ホアヒン編)                 | 女子 | 米澤りあ         | 第61弾(ニャチャン編)継続メンバー |
| 第63弾(ホアヒン編)                 | 女子 | 瀬川陽菜乃       | 第62弾(プサン編)継続メンバー |
| 第63弾(ホアヒン編)                 | 女子 | 藤田みあ         | Incubation所属 |
| 第63弾(ホアヒン編)                 | 女子 | 徳永暖乃         | |
| 第63弾(ホアヒン編)                 | 女子 | 北爪美月         | Incubation所属 |
| 第64弾(夏休み編2024)               | 男子 | 那須川龍心       | 第60弾(卒業編2024 in セブ島)継続メンバー                                                                                               |
| 第64弾(夏休み編2024)               | 男子 | 中村健太朗       | 第61弾(ニャチャン編)継続メンバー |
| 第64弾(夏休み編2024)               | 男子 | 坂本ジェルー寿真 | 第62弾(プサン編)・第63弾(ホアヒン編)継続メンバー                                                                                       |
| 第64弾(夏休み編2024)               | 男子 | 黒木聖那         | 第63弾(ホアヒン編)継続メンバー |
| 第64弾(夏休み編2024)               | 男子 | 髙橋紅輝         | 第49弾(ダナン編)継続メンバー |
| 第64弾(夏休み編2024)               | 女子 | 多田梨音         | 「JCミスコン2022」ファイナリスト・「美少女甲子園vol.11」2位、GROVE Seju所属                                                            |
| 第64弾(夏休み編2024)               | 女子 | 榊原樹里         | 「JCミスコン2020」グランプリ、LUV所属                                                                                                  |
| 第64弾(夏休み編2024)               | 女子 | 米澤りあ         | 第61弾(ニャチャン編)・第63弾(ホアヒン編)継続メンバー                                                                                   |
| 第64弾(夏休み編2024)               | 女子 | 藤田みあ         | 第63弾(ホアヒン編)継続メンバー |
| 第64弾(夏休み編2024)               | 女子 | 平松想乃         | 第53弾(パタヤ編)継続メンバー |
| 第64弾(夏休み編2024)               | 女子 | 早坂ゆう         | 第59弾(卒業編2024 in プーケット)・第61弾(ニャチャン編)・第62弾(プサン編)継続メンバー                                                   |
| 第65弾(ドンタン編)                 | 男子 | 角田翔           | 第63弾(ホアヒン編)継続メンバー |
| 第65弾(ドンタン編)                 | 男子 | 原屋裕介         | 「男子高生ミスターコン2024」ファイナリスト                                                                                             |
| 第65弾(ドンタン編)                 | 男子 | 松井芹           | 「高一ミスターコン2024」準グランプリ「男子高生ミスターコン2024」candymagic賞・SNOW賞                                                   |
| 第65弾(ドンタン編)                 | 男子 | 内田金吾         | 「男子中学生ミスターコン2023」ファイナリスト、avex entertainment所属                                                                   |
| 第65弾(ドンタン編)                 | 男子 | 飯沼虎王         | 「高一ミスターコン2024」ファイナリスト、「男子高生ミスターコン2024」ファイナリスト                                                     |
| 第65弾(ドンタン編)                 | 女子 | 土屋惺来         | 第62弾(プサン編)継続メンバー |
| 第65弾(ドンタン編)                 | 女子 | 瀬乃真帆子       | VAZ所属、元めるぷちメンバー |
| 第65弾(ドンタン編)                 | 女子 | 川野明愛         | GROVE Seju所属 |
| 第65弾(ドンタン編)                 | 女子 | のだかな         | スターレイプロダクション所属 |
| 第65弾(ドンタン編)                 | 女子 | はなさきじゅりな | スターレイプロダクション所属 |
| 第66弾(キョンジュ編)               | 男子 | 上野道生         | Uniiique所属 |
| 第66弾(キョンジュ編)               | 男子 | 林京介           | YeY所属 |
| 第66弾(キョンジュ編)               | 男子 | 阿部大喜         | 「男子高生ミスターコン2024」出場 |
| 第66弾(キョンジュ編)               | 男子 | 阿部創馬         | 第62弾(プサン編)・第63弾(ホアヒン編)継続メンバー                                                                                       |
| 第66弾(キョンジュ編)               | 男子 | 飯沼虎王         | 第65弾(ドンタン編)継続メンバー |
| 第66弾(キョンジュ編)               | 女子 | 大澤綾菜         | Uniiique所属 |
| 第66弾(キョンジュ編)               | 女子 | 天宮芽唯         | CGE所属 |
| 第66弾(キョンジュ編)               | 女子 | 生方澪桜         | KCE大阪校所属 |
| 第66弾(キョンジュ編)               | 女子 | 榊原樹里         | 第64弾(夏休み編2024)継続メンバー |
| 第66弾(キョンジュ編)               | 女子 | 川野明愛         | 第65弾(ドンタン編)継続メンバー |
| 第67弾(冬休み編2024)               | 男子 | 久米陽斗         | 公開オーディションで選出 「Mr.超十代オーディション2024」グランプリ、スターレイプロダクション所属                                       |
| 第67弾(冬休み編2024)               | 男子 | 林田拓也         | A-Light所属 |
| 第67弾(冬休み編2024)               | 男子 | 奥村頼斗         | A-Light所属 |
| 第67弾(冬休み編2024)               | 男子 | 甲斐虎壱         | A-Light所属 |
| 第67弾(冬休み編2024)               | 男子 | 三富昴           | ASOBINEXT所属 |
| 第67弾(冬休み編2024)               | 男子 | 河野真ノ彩       | 「男子高生ミスターコン2024」出場、LUV所属                                                                                              |
| 第67弾(冬休み編2024)               | 女子 | 秋山みづき       | 公開オーディションで選出 「Men's egg」専属モデル、クラージュ所属                                                                       |
| 第67弾(冬休み編2024)               | 女子 | 村谷はるな       | 「女子高生ミスコン2022」グランプリ、LUV所属                                                                                            |
| 第67弾(冬休み編2024)               | 女子 | 栗原一菜         | incubation所属 |
| 第67弾(冬休み編2024)               | 女子 | 多田梨音         | 第64弾(夏休み編2024)継続メンバー |
| 第67弾(冬休み編2024)               | 女子 | 瀬乃真帆子       | 第65弾(ドンタン編)継続メンバー |
| 第68弾(卒業編2025 in ソウル)       | 男子 | 後藤結           | 「男子高生ミスターコン2024」審査員特別賞                                                                                               |
| 第68弾(卒業編2025 in ソウル)       | 男子 | 永見悟琉         | A-Light所属 |
| 第68弾(卒業編2025 in ソウル)       | 男子 | 山﨑礼央         | |
| 第68弾(卒業編2025 in ソウル)       | 男子 | 林田拓也         | 第67弾(冬休み編2024)継続メンバー |
| 第68弾(卒業編2025 in ソウル)       | 男子 | 松井芹           | 第65弾(ドンタン編)継続メンバー |
| 第68弾(卒業編2025 in ソウル)       | 男子 | 原屋裕介         | 第65弾(ドンタン編)継続メンバー |
| 第68弾(卒業編2025 in ソウル)       | 女子 | 杉浦希空         | 杉浦太陽と辻希美の娘、LUV所属 |
| 第68弾(卒業編2025 in ソウル)       | 女子 | 田中陽菜         | VAZ所属、めるぷち選抜生 |
| 第68弾(卒業編2025 in ソウル)       | 女子 | 村谷はるな       | 第67弾(冬休み編2024)継続メンバー |
| 第68弾(卒業編2025 in ソウル)       | 女子 | 榊原樹里         | 第64弾(夏休み編2024)・第66弾(キョンジュ編)継続メンバー                                                                                 |
| 第68弾(卒業編2025 in ソウル)       | 女子 | 瀬川陽菜乃       | 第62弾(プサン編)・第63弾(ホアヒン編)継続メンバー                                                                                       |
| 第69弾(卒業編2025 in シンガポール) | 男子 | 松本一彩         | 第61弾(ニャチャン編)継続メンバー |
| 第69弾(卒業編2025 in シンガポール) | 男子 | 阿部創馬         | 第62弾(プサン編)・第63弾(ホアヒン編)・第66弾(キョンジュ編)継続メンバー                                                                 |
| 第69弾(卒業編2025 in シンガポール) | 男子 | 坂本ジェルー寿真 | 第62弾(プサン編)・第63弾(ホアヒン編)・第64弾(夏休み編2024)継続メンバー                                                                 |
| 第69弾(卒業編2025 in シンガポール) | 男子 | 奥村頼斗         | 第67弾(冬休み編2024)継続メンバー |
| 第69弾(卒業編2025 in シンガポール) | 男子 | 山﨑礼央         | 第68弾(卒業編2025 in ソウル)継続メンバー                                                                                               |
| 第69弾(卒業編2025 in シンガポール) | 男子 | 原屋裕介         | 第65弾(ドンタン編)・第68弾(卒業編2025 in ソウル)継続メンバー                                                                           |
| 第69弾(卒業編2025 in シンガポール) | 女子 | 清水あす香       | 第46弾(セブ島編)・第47弾(プーケット編)継続メンバー                                                                                     |
| 第69弾(卒業編2025 in シンガポール) | 女子 | 夏川メガン       | 第54弾(チュンムン編)継続メンバー |
| 第69弾(卒業編2025 in シンガポール) | 女子 | 平松想乃         | 第53弾(パタヤ編)・第64弾(夏休み編2024)継続メンバー                                                                                     |
| 第69弾(卒業編2025 in シンガポール) | 女子 | 大澤綾菜         | 第66弾(キョンジュ編)継続メンバー |
| 第69弾(卒業編2025 in シンガポール) | 女子 | 榊原樹里         | 第64弾(夏休み編2024)・第66弾(キョンジュ編)・第68弾(卒業編2025 in ソウル)継続メンバー                                                   |

## 2025年度 出演高校生
| 弾数                                     | 性別 | 名前       | 備考                                                                                    |
| ---------------------------------------- | ---- | ---------- | --------------------------------------------------------------------------------------- |
| 第70弾(ニュージーランド編)               | 男子 | 木村斗一   | 「男子高生ミスターコン2025」出場                                                        |
| 第70弾(ニュージーランド編)               | 男子 | 和田桜我   | HONEST所属                                                                              |
| 第70弾(ニュージーランド編)               | 男子 | 仲陸翔     | 今日好き公開生オーディションファイナリスト                                              |
| 第70弾(ニュージーランド編)               | 男子 | 大鶴悠也   | 「高一ミスターコン2023」準グランプリ/「 男子高生ミスターコン2025」出場                  |
| 第70弾(ニュージーランド編)               | 男子 | 松井芹     | 第68弾(卒業編2024 in ソウル)継続メンバー                                                |
| 第70弾(ニュージーランド編)               | 女子 | 代田萌花   | A-Light所属                                                                             |
| 第70弾(ニュージーランド編)               | 女子 | 紗和       | GROVE Seju所属                                                                          |
| 第70弾(ニュージーランド編)               | 女子 | 武田晴安   | 「女子高生ミスコン2024」グランプリ、LUV所属                                             |
| 第70弾(ニュージーランド編)               | 女子 | 田中陽菜   | 第68弾(卒業編2024 in ソウル)継続メンバー                                                |
| 第70弾(ニュージーランド編)               | 女子 | 秋山みづき | 第67弾(冬休み編2024)継続メンバー                                                        |
| 第71弾(マクタン編)                       | 男子 | 河村叶翔   | Freum所属                                                                               |
| 第71弾(マクタン編)                       | 男子 | 鳥栖賢明   | Navi.inc所属                                                                            |
| 第71弾(マクタン編)                       | 男子 | 増本蒼士   | 「男子高生ミスターコン2024」ファイナリスト                                              |
| 第71弾(マクタン編)                       | 男子 | 吉川竣     | Mkroom所属                                                                              |
| 第71弾(マクタン編)                       | 男子 | 今井暖大   | 株式会社TRUSTAR所属                                                                     |
| 第71弾(マクタン編)                       | 女子 | 永瀬さら   | 女子高生ミスコン2024モデルプレス賞、LUV所属                                             |
| 第71弾(マクタン編)                       | 女子 | 相塲星音   | Popteen専属モデル、VAZ所属                                                              |
| 第71弾(マクタン編)                       | 女子 | 時田音々   | seju所属                                                                                |
| 第71弾(マクタン編)                       | 女子 | 長浜広奈   | seju所属                                                                                |
| 第71弾(マクタン編)                       | 女子 | 代田萌花   | 第70弾(ニュージーランド編)継続メンバー                                                  |
| 第72弾(ハロン編)                         | 男子 | 曽根凌輔   | 「男子高生ミスターコン2025」出場                                                        |
| 第72弾(ハロン編)                         | 男子 | 倉田琉偉   | 「男子高生ミスターコン2025」出場                                                        |
| 第72弾(ハロン編)                         | 男子 | 倉澤俊     | Popteenメンズモデルオーディションファイナリスト                                         |
| 第72弾(ハロン編)                         | 男子 | 藤永紋太   | MON7Aとして作曲活動                                                                     |
| 第72弾(ハロン編)                         | 男子 | 和田桜我   | 第70弾(ニュージーランド編)継続メンバー                                                  |
| 第72弾(ハロン編)                         | 女子 | 永瀬碧     | seju所属                                                                                |
| 第72弾(ハロン編)                         | 女子 | 佐藤芹菜   | 「JCミスコン2022」ファイナリスト/eggモデル                                              |
| 第72弾(ハロン編)                         | 女子 | 倉八音羽   | 第62弾(プサン編)継続メンバー                                                            |
| 第72弾(ハロン編)                         | 女子 | 天宮芽唯   | 第66弾(キョンジュ編)継続メンバー                                                        |
| 第72弾(ハロン編)                         | 女子 | 長浜広奈   | 第71弾(マクタン編)継続メンバー                                                          |
| 第73弾(夏休み編2025 in ゴールドコースト) | 男子 | 榎田一王   | 「男子高生ミスターコン2025」出場／全日本高校ボディビル超級優勝                          |
| 第73弾(夏休み編2025 in ゴールドコースト) | 男子 | 安藤志音   | 「男子高生ミスターコン2025」出場                                                        |
| 第73弾(夏休み編2025 in ゴールドコースト) | 男子 | 倉澤俊     | 第72弾(ハロン編)継続メンバー                                                            |
| 第73弾(夏休み編2025 in ゴールドコースト) | 男子 | 倉田琉偉   | 第72弾(ハロン編)継続メンバー                                                            |
| 第73弾(夏休み編2025 in ゴールドコースト) | 男子 | 松井芹     | 第65弾(ドンタン編)・第68弾(卒業編2024 inソウル)・第70弾(ニュージーランド編)継続メンバー |
| 第73弾(夏休み編2025 in ゴールドコースト) | 男子 | 内田金吾   | 第65弾(ドンタン編)継続メンバー                                                          |
| 第73弾(夏休み編2025 in ゴールドコースト) | 女子 | 谷村優真   | LUV所属、「JCミスコン2022」ファイナリスト/sweet16委員会メンバー                         |
| 第73弾(夏休み編2025 in ゴールドコースト) | 女子 | 表すみれ   | 「中一ミスコン2022」準グランプリ/「JCミスコン2022」審査員特別賞/sweet16委員会メンバー   |
| 第73弾(夏休み編2025 in ゴールドコースト) | 女子 | 多田梨音   | 第64弾(夏休み編2024)・第67弾(冬休み編2024)継続メンバー                                  |
| 第73弾(夏休み編2025 in ゴールドコースト) | 女子 | 時田音々   | 第71弾(マクタン編)継続メンバー                                                          |
| 第73弾(夏休み編2025 in ゴールドコースト) | 女子 | 瀬川陽菜乃 | 第62弾(プサン編)・第63弾(ホアヒン編)・第68弾(卒業編2025 in ソウル)継続メンバー          |
| 第73弾(夏休み編2025 in ゴールドコースト) | 女子 | 長浜広奈   | 第71弾(マクタン編)・第72弾(ハロン編)継続メンバー                                        |

## 恋愛見届け人
| 弾数          | 名前                 | 備考                     |
| ------------- | -------------------- | ------------------------ |
| 第1弾-第2弾   | 藤井萩花             | 元Flower、元E-girls      |
| 第1弾-第2弾   | 重留真波             | 元Flower、元E-girls      |
| 第1弾-第2弾   | 中島美央             | 元Flower、元E-girls      |
| 第3弾         | 八木将康             | 劇団EXILE                |
| 第3弾         | 井上苑子             |                          |
| 第3弾         | Niki                 |                          |
| 第4弾         | 田中芽衣             |                          |
| 第4弾         | 瑛茉ジャスミン       |                          |
| 第4弾         | Niki                 |                          |
| 第5弾         | こんどうようぢ       |                          |
| 第5弾         | 古川優香             | さんこいち               |
| 第5弾         | Niki                 |                          |
| 第6弾         | 藤田富               |                          |
| 第6弾         | 江野沢愛美           |                          |
| 第6弾         | 岡田結実             |                          |
| 第7弾         | DJ社長               | レペゼン地球             |
| 第7弾         | 大関れいか           |                          |
| 第7弾         | Niki                 |                          |
| 第8弾         | 志村禎雄             |                          |
| 第8弾         | 岡田結実             |                          |
| 第8弾         | Niki                 |                          |
| 第9弾         | 渡辺リサ             |                          |
| 第9弾         | 岡田結実             |                          |
| 第9弾         | Niki                 |                          |
| 第10弾        | 小柳津林太郎         |                          |
| 第10弾        | りゅうちぇる         |                          |
| 第10弾        | Niki                 |                          |
| 第11弾        | 田中芽衣             |                          |
| 第11弾        | ジェジュン           |                          |
| 第11弾        | りゅうちぇる         |                          |
| 第12弾        | Usukedevil           |                          |
| 第12弾        | 足立佳奈             |                          |
| 第12弾        | Niki                 |                          |
| 第13弾        | 白間美瑠             | NMB48                    |
| 第13弾        | 足立佳奈             |                          |
| 第13弾        | Niki                 |                          |
| 第14弾        | 恋愛見届け人なし     |                          |
| 第15弾        | 濱田龍臣             |                          |
| 第15弾        | 足立佳奈             |                          |
| 第15弾        | Niki                 |                          |
| 第16弾        | 山田親太朗           |                          |
| 第16弾        | 足立佳奈             |                          |
| 第16弾        | Niki                 |                          |
| 第17弾        | 井上裕介             | NON STYLE                |
| 第17弾        | 山田菜々             | 元NMB48                  |
| 第17弾        | Niki                 |                          |
| 第18弾        | 井上裕介             |                          |
| 第18弾        | ねお♡                |                          |
| 第18弾        | Niki                 |                          |
| 第18弾        | 渡辺美奈代           | （第1話のみ出演）        |
| 第19弾        | 井上裕介             |                          |
| 第19弾        | リナ                 | Weki Meki                |
| 第19弾        | Niki                 |                          |
| 第20弾        | 井上裕介             |                          |
| 第20弾        | 鷲尾伶菜             | E-girls                  |
| 第20弾        | Niki                 |                          |
| 第21弾        | 井上裕介             |                          |
| 第21弾        | あやなん             |                          |
| 第21弾        | Niki                 |                          |
| 第22弾-第33弾 | 井上裕介             |                          |
| 第22弾-第33弾 | 鷲尾伶菜             |                          |
| 第22弾-第33弾 | Niki                 |                          |
| 第34弾        | 井上裕介             |                          |
| 第34弾        | 伶                   | 元Flower、元E-girls      |
| 第34弾        | Niki                 |                          |
| 第34弾        | ゲスト：@小豆        |                          |
| 第35弾        | 井上裕介             |                          |
| 第35弾        | 伶                   |                          |
| 第35弾        | Niki                 |                          |
| 第35弾        | ゲスト：かす         |                          |
| 第36弾        | 井上裕介             |                          |
| 第36弾        | 伶                   |                          |
| 第36弾        | Niki                 |                          |
| 第36弾        | ゲスト：中町綾       | 中町兄妹                 |
| 第37弾        | 井上裕介             |                          |
| 第37弾        | 伶                   |                          |
| 第37弾        | Niki                 |                          |
| 第38弾        | 井上裕介             |                          |
| 第38弾        | かす                 |                          |
| 第38弾        | ゲスト：香音         |                          |
| 第39弾        | 井上裕介             |                          |
| 第39弾        | かす                 |                          |
| 第39弾        | ゲスト：岡崎紗絵     |                          |
| 第40弾        | 井上裕介             |                          |
| 第40弾        | かす                 |                          |
| 第40弾        | ゲスト：中町JP       | 中町兄妹                 |
| 第40弾        | ゲスト：中町綾       | 中町兄妹                 |
| 第41弾        | 井上裕介             |                          |
| 第41弾        | かす                 |                          |
| 第41弾        | ゲスト：幾田りら     |                          |
| 第42弾        | 井上裕介             |                          |
| 第42弾        | かす                 |                          |
| 第42弾        | ゲスト：ハラミちゃん |                          |
| 第43弾        | 井上裕介             |                          |
| 第43弾        | ゲスト：矢吹奈子     | HKT48                    |
| 第43弾        | ゲスト：白間美瑠     | 元NMB48                  |
| 第43弾        | ゲスト：ンダホ       | Fischer's                |
| 第44弾        | 井上裕介             |                          |
| 第44弾        | かす                 |                          |
| 第44弾        | ゲスト：こーくん     | なこなこカップル         |
| 第44弾        | ゲスト：なごみ       | なこなこカップル         |
| 第45弾        | 井上裕介             |                          |
| 第45弾        | かす                 |                          |
| 第45弾        | ゲスト：本田仁美     | AKB48                    |
| 第45弾        | ゲスト：ンダホ       | Fischer's                |
| 第46弾        | 井上裕介             |                          |
| 第46弾        | かす                 |                          |
| 第46弾        | ゲスト：大友花恋     |                          |
| 第47弾-第51弾 | 井上裕介             |                          |
| 第47弾-第51弾 | かす                 |                          |
| 第47弾-第51弾 | 大友花恋             |                          |
| 第47弾-第51弾 | 中川大輔             |                          |
| 第52弾        | 井上裕介             |                          |
| 第52弾        | かす                 |                          |
| 第52弾        | 大友花恋             |                          |
| 第53弾        | 井上裕介             |                          |
| 第53弾        | かす                 |                          |
| 第53弾        | 大友花恋             |                          |
| 第53弾        | ゲスト：ゆうちゃみ   |                          |
| 第54弾        | 井上裕介             |                          |
| 第54弾        | かす                 |                          |
| 第54弾        | 大友花恋             |                          |
| 第55弾-現在   | 井上裕介             |                          |
| 第55弾-現在   | かす                 | （第59弾、第66弾は欠席） |
| 第55弾-現在   | 大友花恋             | （第73弾の4話は欠席）    |
| 第55弾-現在   | 中川大輔             |                          |

## Abemaビデオ 今日好き関連企画

### 今日好き部
| 弾数 | 性別 | 出演者       | 備考                             |
| ---- | ---- | ------------ | -------------------------------- |
| #1   | 男子 | 西村匠       | 第5弾出演                        |
| #1   | 男子 | 石丸龍一     | 第6弾出演                        |
| #1   | 男子 | 持田悠生     | 第6弾出演                        |
| #1   | 女子 | 早川渚紗     | 第3弾出演                        |
| #1   | 女子 | 仲本莉絵瑠   | 第5弾、第7弾、第11弾、第17弾出演 |
| #1   | 女子 | 中村真凜     | 第6弾出演                        |
| #2   | 男子 | 西村匠       | 第5弾出演                        |
| #2   | 男子 | 石丸龍一     | 第6弾出演                        |
| #2   | 女子 | 早川渚紗     | 第3弾出演                        |
| #2   | 女子 | 仲本莉絵瑠   | 第5弾、第7弾、第11弾、第17弾出演 |
| #3   | 男子 | 持田悠生     | 第6弾出演                        |
| #3   | 男子 | 高橋陽向     | 第8弾出演                        |
| #3   | 男子 | 川村佳輝     | 第6弾出演                        |
| #3   | 女子 | 早川渚紗     | 第3弾出演                        |
| #3   | 女子 | 安田愛音     | 第4弾出演                        |
| #3   | 女子 | 平野柚希     | 第8弾出演                        |
| #4   | 男子 | 西村涼太郎   | 第1弾出演                        |
| #4   | 男子 | 北出大治郎   | 第9弾出演                        |
| #4   | 男子 | 清水瑛貴     | 第9弾出演                        |
| #4   | 男子 | 鵜澤千尋     | 第11弾出演                       |
| #4   | 女子 | 浦西ひかる   | 第3弾出演                        |
| #4   | 女子 | 田村月光     | 第5弾出演                        |
| #4   | 女子 | 中村真凜     | 第6弾出演                        |
| #4   | 女子 | 山田麗華     | 第9弾出演                        |
| #5   | 男子 | 吉田顕栄郎   | 第7弾、第10弾出演                |
| #5   | 男子 | 北出大治郎   | 第9弾出演                        |
| #5   | 男子 | 中村瑠偉斗   | 第9弾出演                        |
| #5   | 女子 | 森元流那     | 第10弾出演                       |
| #5   | 女子 | 山田麗華     | 第9弾出演                        |
| #5   | 女子 | 西機柊花     | 第7弾出演                        |
| #6   | 男子 | 高橋陽向     |                                  |
| #6   | 男子 | 中村瑠偉斗   | 第9弾出演                        |
| #6   | 男子 | 山口光       | 第12弾出演                       |
| #6   | 男子 | 井上雄真     | 第14弾出演                       |
| #6   | 女子 | 早川渚紗     | 第3弾出演                        |
| #6   | 女子 | 安田愛音     | 第4弾出演                        |
| #6   | 女子 | アンジェリカ | 第11弾出演                       |
| #6   | 女子 | 菊池せいら   | 第13弾出演                       |

| 弾数     | 部長     | 出演者 | 備考                                                                     | 概要                                                        |
| -------- | -------- | --- | ------------------------------------------------------------------------ | ----------------------------------------------------------- |
| #1〜#4   | 後藤聖那 | せなかれ (後藤聖那&石川翔鈴)                                                                                            | グアム編で成立したが、破局                                               | 「学校ジャック」                                            |
| #1〜#4   | 後藤聖那 | ももかい (木村魁希&小浜桃菜)                                                                                            | 第24弾(冬休み編)で成立                                                   | 「学校ジャック」                                            |
| #1〜#4   | 後藤聖那 | さとまる (熊谷仁志&向葵まる)                                                                                            | 第23弾(グアム編)で成立                                                   | 「学校ジャック」                                            |
| #1〜#4   | 後藤聖那 | 鉄篦啞 |                                                                          | 「学校ジャック」                                            |
| #1〜#4   | 後藤聖那 | 植村颯太 |                                                                          | 「学校ジャック」                                            |
| #1〜#4   | 後藤聖那 | 西川樹里 |                                                                          | 「学校ジャック」                                            |
| #1〜#4   | 後藤聖那 | 高橋かの |                                                                          | 「学校ジャック」                                            |
| #5〜#7   | 後藤聖那 | せなかれ (後藤聖那&石川翔鈴)                                                                                            |                                                                          | 「おうちで今日好き部」                                      |
| #5〜#7   | 後藤聖那 | 木村魁希 |                                                                          | 「おうちで今日好き部」                                      |
| #5〜#7   | 後藤聖那 | 鉄篦啞 |                                                                          | 「おうちで今日好き部」                                      |
| #5〜#7   | 後藤聖那 | 植村颯太 |                                                                          | 「おうちで今日好き部」                                      |
| #5〜#7   | 後藤聖那 | 西川樹里 |                                                                          | 「おうちで今日好き部」                                      |
| #5〜#7   | 後藤聖那 | 高橋かの |                                                                          | 「おうちで今日好き部」                                      |
| #8,#9    | 後藤聖那 | さとまる (熊谷仁志&向葵まる)                                                                                            |                                                                          | 「おうちで今日好き部恋愛編！」                              |
| #8,#9    | 後藤聖那 | 植村颯太 |                                                                          | 「おうちで今日好き部恋愛編！」                              |
| #8,#9    | 後藤聖那 | 森長一誠 |                                                                          | 「おうちで今日好き部恋愛編！」                              |
| #8,#9    | 後藤聖那 | 河本景 | 聖那不在のため部長代行                                                   | 「おうちで今日好き部恋愛編！」                              |
| #8,#9    | 後藤聖那 | 雨宮由乙花 |                                                                          | 「おうちで今日好き部恋愛編！」                              |
| #10〜#12 | 後藤聖那 | せなかれ (後藤聖那&石川翔鈴) さとまる (熊谷仁志&向葵まる) そたじゅり (植村颯太&西川樹里) ※セットの活動や 扱いが多いため |                                                                          | 「男子メンバーvs女子メンバー おうちでもできるガチ3番勝負！! |
| #13,#14  | 後藤聖那 | せなかれ (後藤聖那&石川翔鈴) さとまる (熊谷仁志&向葵まる) そたじゅり (植村颯太&西川樹里) ※セットの活動や 扱いが多いため | 翔鈴が部長代行                                                           | 「今日好き部メイク企画」                                    |
| #15,#16  | 後藤聖那 | せなかれ (後藤聖那&石川翔鈴) さとまる (熊谷仁志&向葵まる) そたじゅり (植村颯太&西川樹里) ※セットの活動や 扱いが多いため |                                                                          | 「今日好き部ファッション企画」                              |
| #17,#18  | 後藤聖那 | せなかれ (後藤聖那&石川翔鈴) さとまる (熊谷仁志&向葵まる) そたじゅり (植村颯太&西川樹里) ※セットの活動や 扱いが多いため | さとまるは 地上波レギュラー収録 のため休み (収録外の準備段階で 一部参加) | 「学校ジャック第2弾」                                       |
| #19〜#21 | 後藤聖那 | せなかれ (後藤聖那&石川翔鈴) さとまる (熊谷仁志&向葵まる) そたじゅり (植村颯太&西川樹里) ※セットの活動や 扱いが多いため | 仁志は体調不良のため休み                                                 | 「夏の思い出になる エモい写真をたくさん撮ろう！」           |

| 弾数  | 進行     | 出演者                                                                                   | 教科                                                                                   |
| ----- | -------- | ---------------------------------------------------------------------------------------- | -------------------------------------------------------------------------------------- |
| #1    | 三島啓史 | けんるな (永塚兼慎&羽方るな) ※第29弾(金木犀編)で成立 横田未来 三島啓史 青山京平 石川涼楓 | 国語×恋愛 「胸キュン川柳対決」                                                         |
| #2    | 三島啓史 | けんるな (永塚兼慎&羽方るな) ※第29弾(金木犀編)で成立 横田未来 三島啓史 青山京平 石川涼楓 | 物理×紙ヒコーキ 「ギネス記録の紙ヒコーキで 『今日好き2ショットゲット必勝法』を学ぶ！」 |
| #3    | 三島啓史 | けんるな (永塚兼慎&羽方るな) ※第29弾(金木犀編)で成立 横田未来 三島啓史 青山京平 石川涼楓 | 歴史×ダンス 「オリジナルの替え歌&ダンスを作って覚えよう！」                            |
| #4    | 三島啓史 | けんるな (永塚兼慎&羽方るな) ※第29弾(金木犀編)で成立 横田未来 三島啓史 青山京平 石川涼楓 | 体育×黒ひげ危機一髪 「反復横跳び黒ひげ危機一髪」                                       |
| #5,#6 | 三島啓史 | けんるな (永塚兼慎&羽方るな) ※第29弾(金木犀編)で成立 横田未来 三島啓史 青山京平 石川涼楓 | 英語×料理 「料理で活用出来る英文を学ぶ！」                                             |

| 弾数 | 進行     | 出演者                                                 | 備考                                     | 概要                                               |
| ---- | -------- | ------------------------------------------------------ | ---------------------------------------- | -------------------------------------------------- |
| #1   | 後藤聖那 | 後藤聖那 (2019年度リーダー)                            | 2019年度 (青猫組-BULUNYAN'S-)            | 「今日好き部体育祭」                               |
| #1   | 後藤聖那 | 植村颯太                                               | 2019年度 (青猫組-BULUNYAN'S-)            | 「今日好き部体育祭」                               |
| #1   | 後藤聖那 | さとまる (熊谷仁志&向葵まる) ※第23弾（グアム編）で成立 | 2019年度 (青猫組-BULUNYAN'S-)            | 「今日好き部体育祭」                               |
| #1   | 後藤聖那 | 雨宮由乙花                                             | 2019年度 (青猫組-BULUNYAN'S-)            | 「今日好き部体育祭」                               |
| #1   | 後藤聖那 | 三島啓史 (2020年度リーダー)                            | 2020年度 (みしまんじゃぱん)              | 「今日好き部体育祭」                               |
| #1   | 後藤聖那 | けんるな (永塚兼慎&羽方るな) ※第29弾（金木犀編）で成立 | 2020年度 (みしまんじゃぱん)              | 「今日好き部体育祭」                               |
| #1   | 後藤聖那 | 石川涼楓                                               | 2020年度 (みしまんじゃぱん)              | 「今日好き部体育祭」                               |
| #1   | 後藤聖那 | 横田未来                                               | 2020年度 (みしまんじゃぱん)              | 「今日好き部体育祭」                               |
| #2   | 石川翔鈴 | 植村颯太                                               | 2019年度                                 | 「トレジャーハンティング」                         |
| #2   | 石川翔鈴 | 石川翔鈴                                               | 2019年度                                 | 「トレジャーハンティング」                         |
| #2   | 石川翔鈴 | 向葵まる                                               | 2019年度                                 | 「トレジャーハンティング」                         |
| #2   | 石川翔鈴 | 三島啓史                                               | 2020年度                                 | 「トレジャーハンティング」                         |
| #2   | 石川翔鈴 | 池田陽音                                               | 2020年度                                 | 「トレジャーハンティング」                         |
| #2   | 石川翔鈴 | 横田未来                                               | 2020年度                                 | 「トレジャーハンティング」                         |
| #3   | 石川翔鈴 | 石川翔鈴                                               | グーチーム (颯太チーム)                  | 「エモい10秒動画対決」                             |
| #3   | 石川翔鈴 | 植村颯太                                               | グーチーム (颯太チーム)                  | 「エモい10秒動画対決」                             |
| #3   | 石川翔鈴 | 三島啓史                                               | グーチーム (颯太チーム)                  | 「エモい10秒動画対決」                             |
| #3   | 石川翔鈴 | 向葵まる                                               | パーチーム (陽音チーム)                  | 「エモい10秒動画対決」                             |
| #3   | 石川翔鈴 | 横田未来                                               | パーチーム (陽音チーム)                  | 「エモい10秒動画対決」                             |
| #3   | 石川翔鈴 | 池田陽音                                               | パーチーム (陽音チーム)                  | 「エモい10秒動画対決」                             |
| #4   | 石川翔鈴 | 石川翔鈴                                               |                                          | 「タイムカプセルで思い出を残そう！」               |
| #4   | 石川翔鈴 | 向葵まる                                               |                                          | 「タイムカプセルで思い出を残そう！」               |
| #4   | 石川翔鈴 | 植村颯太                                               |                                          | 「タイムカプセルで思い出を残そう！」               |
| #4   | 石川翔鈴 | 三島啓史                                               |                                          | 「タイムカプセルで思い出を残そう！」               |
| #4   | 石川翔鈴 | 横田未来                                               |                                          | 「タイムカプセルで思い出を残そう！」               |
| #4   | 石川翔鈴 | 池田陽音                                               |                                          | 「タイムカプセルで思い出を残そう！」               |
| #5   |          | さとまる (熊谷仁志&向葵まる)                           |                                          | 「まるから彼氏のさとしへ感謝の想いを伝えたい！」   |
| #6   | 石川翔鈴 |                                                        | 「北海道の親友へ感謝の思いを伝えたい！」 |                                                    |
| #6   | 羽方るな | 「るなから高校の親友5人へ感謝の思いを伝えたい！」      |                                          |                                                    |
| #7   | 後藤聖那 | 後藤聖那                                               |                                          | 「感謝の気持ちを伝える！黒板アートにチャレンジ！」 |
| #7   | 後藤聖那 | 石川翔鈴                                               |                                          | 「感謝の気持ちを伝える！黒板アートにチャレンジ！」 |
| #7   | 後藤聖那 | 雨宮由乙花                                             |                                          | 「感謝の気持ちを伝える！黒板アートにチャレンジ！」 |
| #7   | 後藤聖那 | 植村颯太                                               |                                          | 「感謝の気持ちを伝える！黒板アートにチャレンジ！」 |
| #7   | 後藤聖那 | 横田未来                                               |                                          | 「感謝の気持ちを伝える！黒板アートにチャレンジ！」 |
| #7   | 後藤聖那 | 羽方るな                                               |                                          | 「感謝の気持ちを伝える！黒板アートにチャレンジ！」 |

Mrs. GREEN APPLEの「僕のこと」を課題曲として、文化祭をテーマにMVを撮影する新プロジェクトが始動。プロジェクトの実行委員として、第21弾(韓国ソウル編)・第23弾(グアム編)に参加の植村颯太と第32弾(赤い糸編)・第33弾(卒業編2021)に参加の流稜太が進行役を務める。
| チーム名     | 所属                 | 名前                                                                       |
| ------------ | -------------------- | -------------------------------------------------------------------------- |
| ダンスチーム | 今日好き出演者       | 石川涼楓、大久保晃成、田倉暉久、星野晴海、増田小春、丸田怜音               |
| ダンスチーム | オーディション出身者 | あおい、木村あいり、はたあやめ、ゆずは、水野舞、森本さり、石川もな、ひなた |
| 歌チーム     | 今日好き出演者       | 新塘真理、鈴瀬まりあ、増田彩乃                                             |
| 歌チーム     | オーディション出身者 | 内堀帆乃果、笹山紅杏、川島虹希、ちゅり、藤田あかり、道木来明               |
| 演技チーム   | 今日好き出身者       | 植村颯太、流稜太、石川翔鈴、松村キサラ、柚木しいな                         |
| 演技チーム   | オーディション出身者 |                                                                            |

### 明日も好きでいて、いいですか？
"オトナの今日好き"として、高校を卒業した今日好きメンバーと新メンバーが、もう一度恋の修学旅行に行く様子をAbemaプレミアム限定で配信。見届け人は鷲尾伶菜のみ本編同様見届けているが、その他見届け人として児嶋一哉（アンジャッシュ）、かすの3人が務める。
| 弾数  | 性別 | 出演者                | 出演弾             | 備考                                               |
| ----- | ---- | --------------------- | ------------------ | -------------------------------------------------- |
| 第1弾 | 男子 | 小林希大              | 第27弾(紫陽花編)   |                                                    |
| 第1弾 | 男子 | 里吉峻                | 第26弾(青い春編)   |                                                    |
| 第1弾 | 男子 | 菅野郁弥              | 新メンバー         | 「Mr.超十代オーディション2021」グランプリ          |
| 第1弾 | 男子 | ハリュー (服部隆乃佑) | 新メンバー         | LVS所属 egg専属メンズモデル                        |
| 第1弾 | 女子 | 仲本愛美              | 第9弾、第14弾      |                                                    |
| 第1弾 | 女子 | 大野帆香              | 新メンバー         | いかみりん、超十代チャンネルメンバー               |
| 第1弾 | 女子 | 市野莉子              | 新メンバー         | ソニー・ミュージックアーティスツ所属               |
| 第1弾 | 女子 | Kirari                | 新メンバー         | エイベックス・マネジメント所属                     |
| 第2弾 | 男子 | 岸慎一郎              | 新メンバー         | ABP inc.所属                                       |
| 第2弾 | 男子 | 小野慶人              | 新メンバー         | ホールワールドメディア所属 Men's Popteen専属モデル |
| 第2弾 | 男子 | 堀尾風允              | 新メンバー         |                                                    |
| 第2弾 | 男子 | 萩凌介                | 新メンバー         | Cool-Xのメンバー                                   |
| 第2弾 | 男子 | 千葉海月              | 新メンバー         | 第36弾出演の千葉亜月の兄 LUV所属                   |
| 第2弾 | 女子 | 高橋香乃              | 第19弾、第21弾出演 |                                                    |
| 第2弾 | 女子 | 河本景                | 第18弾、第19弾出演 |                                                    |
| 第2弾 | 女子 | 正本レイラ            | 第21弾出演         |                                                    |
| 第2弾 | 女子 | 大槻アイリ            | 第19弾出演         |                                                    |

主題歌：メイプル（大森元貴） / 挿入歌：またたき（Awesome City Club）

### 女子メンバーor男子メンバー旅の裏側ぶっちゃけスペシャルシリーズ
青い春編以降、各編終了毎に旅を終えた女子メンバーor男子メンバーが集まり、見届け人の3人を交えて今だから言える旅の裏側のぶっちゃけトークをする座談会の様子を配信。青い春編はおうち時間特別編内で、紫陽花編は本編終了後の通常放送で、夏空編以降はAbemaプレミアム限定で配信されている。
| 出演弾              | 出演者       | 出演弾                     | 備考                |
| ------------------- | ------------ | -------------------------- | ------------------- |
| 青い春編 (男女)     | 里吉峻       | 第26弾出演                 | しゅんさらで出演    |
| 青い春編 (男女)     | くろがねさら | 第26弾出演                 | しゅんさらで出演    |
| 青い春編 (男女)     | 桑山隆太     | 第26弾出演                 | りゅうなるで出演    |
| 青い春編 (男女)     | 山田なる     | 第26弾、第33弾出演         | りゅうなるで出演    |
| 青い春編 (男女)     | 佐久間美波   | 第26弾出演                 | みなりので出演      |
| 青い春編 (男女)     | 永江梨乃     | 第26弾、第29弾出演         | みなりので出演      |
| 青い春編 (男女)     | 木村伊吹     | 第26弾、第27弾出演         |                     |
| 青い春編 (男女)     | 粕谷音       | 第26弾、第27弾出演         |                     |
| 紫陽花編 (女子)     | 石川涼楓     | 第27弾、第28弾、第33弾出演 |                     |
| 紫陽花編 (女子)     | 羽方るな     | 第27弾、第29弾出演         |                     |
| 紫陽花編 (女子)     | 中野妃菜     | 第27弾出演                 |                     |
| 紫陽花編 (女子)     | 武田メイ     | 第27弾出演                 |                     |
| 紫陽花編 (女子)     | 粕谷音       |                            |                     |
| 紫陽花編 (女子)     | 小林希大     | 第27弾出演                 | 男子だが一部出演    |
| 夏空編 (女子)       | 横田未来     | 第28弾、第29弾出演         |                     |
| 夏空編 (女子)       | 梅原麻緖     | 第28弾出演                 |                     |
| 夏空編 (女子)       | 星月梨杏     | 第28弾出演                 |                     |
| 夏空編 (女子)       | 三野宮鈴     | 第28弾出演                 |                     |
| 夏空編 (女子)       | 川端愛真     | 第28弾出演                 |                     |
| 夏空編 (女子)       | 石川涼楓     |                            |                     |
| 金木犀編 (女子)     | 横田未来     |                            |                     |
| 金木犀編 (女子)     | 西綾乃       | 第29弾、第30弾、第33弾出演 |                     |
| 金木犀編 (女子)     | 猪子れいあ   | 第29弾出演                 |                     |
| 金木犀編 (女子)     | 永江梨乃     |                            |                     |
| 秋月編 (男子)       | 赤羽流河     | 第29弾、第30弾出演         |                     |
| 秋月編 (男子)       | 近藤拓海     | 第30弾出演                 |                     |
| 秋月編 (男子)       | 椿善稀       | 第30弾、第31弾、第33弾出演 |                     |
| 秋月編 (男子)       | 松本和志     | 第30弾、第31弾出演         |                     |
| 秋月編 (女子)       | 西綾乃       |                            |                     |
| 秋月編 (女子)       | 神谷侑理愛   | 第30弾出演                 |                     |
| 秋月編 (女子)       | 益田愛里沙   | 第30弾出演                 | 近藤拓海が電話出演  |
| 秋月編 (女子)       | 朝丘さくら   | 第30弾出演                 |                     |
| 秋月編 (女子)       | 中村美月     | 第30弾出演                 |                     |
| 星空編 (男子)       | 丸田怜音     | 第31弾出演                 |                     |
| 星空編 (男子)       | 中野晴仁     | 第31弾、第32弾出演         |                     |
| 星空編 (男子)       | 松本和志     |                            |                     |
| 星空編 (男子)       | 椿善稀       |                            |                     |
| 赤い糸編 (男子)     | 池田陽音     | 第32弾出演                 |                     |
| 赤い糸編 (男子)     | 菅生育利     | 第32弾出演                 |                     |
| 赤い糸編 (男子)     | 流稜太       | 第32弾、第33弾出演         | 一部VTR出演         |
| 赤い糸編 (男子)     | 中野晴仁     |                            |                     |
| 赤い糸編 (女子)     | 早河るか     | 第31弾、第32弾出演         |                     |
| 赤い糸編 (女子)     | 黒咲月       | 第31弾、第32弾出演         |                     |
| 赤い糸編 (女子)     | 粕谷亜理紗   | 第32弾出演                 |                     |
| 赤い糸編 (女子)     | 松尾美紅     | 第32弾出演                 |                     |
| 赤い糸編 (女子)     | 一之瀬葵     | 第32弾出演                 |                     |
| 赤い糸編 (女子)     | 流稜太       |                            | 男子だが一部VTR出演 |
| 卒業編2021 （男子） | 流稜太       |                            |                     |
| 卒業編2021 （男子） | 飯泉遥斗     | 第33弾出演                 |                     |
| 卒業編2021 （男子） | 古野瑛       | 第33弾、第35弾出演         |                     |
| 卒業編2021 （男子） | 椿善稀       |                            |                     |
| 卒業編2021 （男子） | 三島啓史     | 第28弾、第29弾、第33弾出演 |                     |
| 卒業編2021 （女子） | 比屋根香音   | 第33弾出演                 |                     |
| 卒業編2021 （女子） | 新塘真理     | 第33弾、第35弾出演         |                     |
| 卒業編2021 （女子） | 西綾乃       |                            |                     |
| 卒業編2021 （女子） | 石川涼楓     |                            |                     |
| 卒業編2021 （女子） | 山田なる     |                            |                     |

### もう一度好きになってもいいですか？(もう好き)
| 弾数 | 出演弾数           | 男子       |   | 女子       | 出演弾数           | 備考                             |
| ---- | ------------------ | ---------- | - | ---------- | ------------------ | -------------------------------- |
| #1   | 第3弾出演          | 黒澤胤也   | × | 市川莉乃   | 第7弾出演          |                                  |
| #2   | 第4弾出演          | 羽鳥駿太   | × | 浦西ひかる | 第3弾出演          |                                  |
| #3   | 第1弾出演          | 西村涼太郎 | × | 阿部紫夕那 | 第6弾出演          |                                  |
| #4   | 第8弾出演          | 川口飛雄我 | × | れいな     | 第6弾出演          |                                  |
| #5   | 第6弾出演          | 川村佳輝   | × | 坪井渚紗   | 第10弾出演         |                                  |
| #6   | 第9弾出演          | 中村瑠偉斗 | × | 西機柊花   | 第7弾出演          |                                  |
| #7   |                    | 西村涼太郎 | × | 鈴木ユリア | 第1弾出演          |                                  |
| #8   | 第7弾出演          | 鹿島尚貴   | × | 浦西ひかる |                    |                                  |
| #9   | 第26弾、第27弾出演 | 木村伊吹   | × | 西川樹理   | 第21弾、第22弾出演 |                                  |
| #10  | 第36弾出演         | 大久保晃成 | × | 笹山紅杏   |                    | 今日好き部文化祭プロジェクト参加 |

### みぎてやじるし ひだりてはーと from 今日、好きになりました。
番組初のガールズグループ、通称「やじるーと」の結成からデビューやタイアップイベント、初ライブ、卒業に至るまでの過程に密着する企画。「やじるーと」タイアップの今日好き関連イベントも多く開かれた。
詳しくはみぎてやじるし ひだりてはーとを参照。
メンバーには重川茉弥や、森元流那などがいる。

### 今日、好きになりました。特別企画 クリスマスデート編
| 出演弾数           | 男子     |   | 女子               | 出演弾数   | 備考                   |
| ------------------ | -------- | - | ------------------ | ---------- | ---------------------- |
| 第13弾、第17弾出演 | 前田俊   | × | 重川茉弥(前田茉弥) | 第17弾出演 | 第17弾(ハワイ編)で成立 |
| 第20弾出演         | 奥田茉裕 | × | れいな             | 第6弾出演  |                        |

しゅんまや&れいまひの初クリスマスデートに密着。

### 恋をしたのは、あと30センチ届かないあなたでした。
| 出演弾数           | 男子     |   | 女子     | 出演弾数           | 備考           |
| ------------------ | -------- | - | -------- | ------------------ | -------------- |
| 第22弾、第23弾出演 | 熊谷仁志 | × | 向葵まる | 第22弾、第23弾出演 | グアム編で成立 |

グアム編で成立した熊谷仁志と向葵まるから成る「さとまる」の出会いから成立までにフォーカスし再編集。身長差30センチ、一度は不成立だったまるとさとしの恋の行方をAbemaプレミアム限定で配信。

### 恋をしたのは、同じ名前のあなたでした。
| 出演弾数           | 男子   |   | 女子     | 出演弾数                   | 備考                 |
| ------------------ | ------ | - | -------- | -------------------------- | -------------------- |
| 第17弾〜第20弾出演 | 鉄篦啞 | × | 倉田乃彩 | 第17弾、第18弾、第20弾出演 | 夏休みハワイ編で成立 |

夏休みハワイ編で成立した鉄篦啞と倉田乃彩から成る「のあのあ」の出会いから成立までにフォーカスし再編集。200万人が涙した、半年間ののあの恋の軌跡をAbemaプレミアム限定で配信。

### twinkle days -毎日が特別な日- (今日、好きになりました。-しゅんまや特別編-)
| 出演弾数           | 男子   |   | 女子               | 出演弾数   | 備考           |
| ------------------ | ------ | - | ------------------ | ---------- | -------------- |
| 第13弾、第17弾出演 | 前田俊 | × | 重川茉弥(前田茉弥) | 第17弾出演 | ハワイ編で成立 |

ハワイ編で成立し、カップルとしての時を経て結婚し、遂に夫婦になる前田俊と重川茉弥から成る「しゅんまや」の姿に密着。密着映像の他、2人と仲の良い今日好き過去弾メンバーや見届け人の井上裕介、Niki、鷲尾伶菜からの祝福VTRなどもあるAbemaプレミアム限定の配信。

### 普通の女子高生だったはずの私が 16才でママになって知ったことは、
2021年7月で出産から1年を迎えた、ハワイ編で前田俊と成立し、その後結婚した「まや」こと現役女子高生の重川茉弥に密着したABEMAオリジナルシリーズ新作ドキュメンタリー。2021年7月20日から全5話で放送。
| 話数  | サブタイトル                                               | 放送日        | 備考 |
| ----- | ---------------------------------------------------------- | ------------- | ---- |
| 第1話 | 15才。ママになることを決断したときのお話                   | 2021年7月20日 |      |
| 第2話 | 側にいる人から見たあの日のこと、あのときの私、今の私       | 2021年7月27日 |      |
| 第3話 | ママで、妻で、社会人で、そしてママの娘である女子高生の日常 | 2021年8月3日  |      |
| 第4話 | パパママになって1年生。変化したことと、今思うこと。        | 2021年8月10日 |      |
| 第5話 | 伝えたい感謝。ママになって知ったことは？                   | 2021年8月17日 |      |

### しゅんさら半年記念日の1日デート
| 出演弾数   | 男子   |   | 女子         | 出演弾数   | 備考           |
| ---------- | ------ | - | ------------ | ---------- | -------------- |
| 第26弾出演 | 里吉峻 | × | くろがねさら | 第26弾出演 | 青い春編で成立 |

青い春編で成立した里吉峻とくろがねさらから成る「しゅんさら」の半年記念日の1日デートに密着。青い春編から半年。成立直後に加速化したコロナ禍の影響による外出自粛で思うように直接会えない日々が続いたしゅんさらがしゅん考案のデートで楽しむ様子をAbemaプレミアム限定で配信。

### ふたりで旅に出ませんか？ by 今日、好きになりました。（ふた旅）
| 弾数               | 出演弾数                                                    | 参加メンバー |   | 誘った相手 | 出演弾数                   | 備考 |
| ------------------ | ----------------------------------------------------------- | ------------ | - | ---------- | -------------------------- | ---- |
| 第1弾 (あやみら編) | 第28弾、第29弾出演                                          | 横田未来     | × | 西綾乃     | 第29弾、第30弾、第33弾出演 |      |
| 第2弾 (かずよし編) | 第30弾、第31弾、第33弾出演                                  | 椿善稀       | × | 松本和志   | 第30弾、第31弾出演         |      |
| 第3弾 (かのまり編) | 第33弾、第35弾出演                                          | 新塘真理     | × | 比屋根香音 | 第33弾出演                 |      |
| 第4弾 (まなまや編) | 第9弾、第14弾、 「明日も好きでいて、いいですか？」第1弾出演 | 仲本愛美     | × | 重川茉弥   | 第17弾出演                 |      |
| 第5弾 (しいきさ編) | 第36弾、第37弾、第42弾出演                                  | 松村キサラ   | × | 柚月しいな | 第37弾、第39弾、第41弾出演 |      |

「親友にありがとうを伝える旅」として、今日好きメンバーが感謝を伝えたい友達と2人きりで一生モノの思い出を作る旅に出て感謝を伝えるスピンオフ。旅の様子をAbemaプレミアム限定で配信。

### ABEMAで恋する♡名作集
AbemaTVで人気の恋愛リアリティーショー各作品を1時間に凝縮した特別エディションを配信。今日好きからは、のあ・まや・しゅんの三角関係が盛り上がったハワイ編、くうた・けいえる・ゆずはの三角関係が盛り上がった韓国・済州島編、さとし・まるの恋物語を追いかけた台湾&グアム編の様子を配信。
| タイトル                                                          | 出演メンバー   | 出演弾数           | 備考 |
| ----------------------------------------------------------------- | -------------- | ------------------ | ---- |
| 親友と恋の三角関係(ハワイ編)                                      | 鉄篦啞         | 第17弾〜第20弾出演 |      |
| 親友と恋の三角関係(ハワイ編)                                      | 重川茉弥(当時) | 第17弾出演         | 成立 |
| 親友と恋の三角関係(ハワイ編)                                      | 前田俊         | 第13弾、第17弾出演 | 成立 |
| 天然王子と恋の三角関係(韓国・済州島編)                            | 旭空汰         | 第19弾、第24弾出演 | 成立 |
| 天然王子と恋の三角関係(韓国・済州島編)                            | 河本景         | 第18弾、第19弾出演 | 成立 |
| 天然王子と恋の三角関係(韓国・済州島編)                            | 雨宮由乙花     | 第19弾〜第24弾出演 |      |
| 恋をしたのは、あと30センチ届かないあなたでした。(台湾編&グアム編) | 熊谷仁志       | 第22弾、第23弾出演 | 成立 |
| 恋をしたのは、あと30センチ届かないあなたでした。(台湾編&グアム編) | 向葵まる       | 第22弾、第23弾出演 | 成立 |

### Bouquet by今日好き
歴代参加メンバーにより期間限定で結成された女性ボーカルグループarbanと男性ボーカルグループcrhugが、夏・秋・冬・春の4回にわたってオリジナル楽曲を配信する企画。ラストソングとしてwacciによって提供された2組合同ソングも配信された。
お互いをライバルグループとし、楽曲配信の再生数対決などのさまざまな対決を行いながら活動した。
グループ名には、当番組のロゴモチーフの｢矢印｣と｢ハート｣に、”誰かの思い出や今の想いを花束(Bouquet)のように歌で｢包んで｣｢留めて｣おけるような存在”という意味が込められている。
2024年3月27日に実施された｢青春祭 by 今日、好きになりました。｣にて活動を終了した。

#### arban (アルバン)
英語で｢矢印｣を意味する｢arrow｣と、｢とめる｣を意訳してフランス語で｢リボン｣を意味する｢ruban｣を組み合わせて名付けられた。
TikTokのアカウント名は｢じゃろじゃろやねん｣。
| メンバー         | 出演弾数               | 備考                         |
| ---------------- | ---------------------- | ---------------------------- |
| 中島結音(ゆのん) | 第49弾、第53弾、第59弾 | ゆのっくすとして成立(第59弾) |
| 実熊瑠琉(るる)   | 第41弾                 | るるたいとして成立(第41弾)   |
| 平松想乃(その)   | 第53弾                 | そのはるとして成立(第53弾)   |

#### crhug (クルハグ)
フランス語で｢ハート｣を意味する｢cœur｣と、｢つつむ｣を意訳して英語で｢抱擁｣を意味する｢hug｣を組み合わせて名付けられた。
TikTokのアカウント名は｢元サッカー部の休日｣。
| メンバー           | 出演弾数                       | 備考                       |
| ------------------ | ------------------------------ | -------------------------- |
| 南平達也(たつや)   | 第49弾、第50弾                 |                            |
| 久保田燦(さんざ)   | 第49弾、第50弾                 | さんこはとして成立(第50弾) |
| 植野花道(はなみち) | 第52弾、第53弾、第55弾、第56弾 | りんはなとして成立(第56弾) |
| 國本陽斗(くにはる) | 第43弾、第51弾                 | ゆうはるとして成立(第43弾) |

#### 配信シングル
| 配信日         | グループ名    | タイトル         | 備考       |
| -------------- | ------------- | ---------------- | ---------- |
| 2023年9月6日   | arban         | Darling          | 夏ソング   |
| 2023年9月6日   | crhug         | Zero Distance    | 夏ソング   |
| 2023年11月1日  | arban         | 星屑サーチライト | 秋ソング   |
| 2023年11月1日  | crhug         | Painful Love     | 秋ソング   |
| 2023年12月13日 | arban         | スノードーム     | 冬ソング   |
| 2023年12月13日 | crhug         | ホログラム       | 冬ソング   |
| 2024年2月21日  | arban         | Spring Love      | 春ソング   |
| 2024年2月21日  | crhug         | Forever Blue     | 春ソング   |
| 2024年3月6日   | arban & crhug | 花束             | 卒業ソング |

#### 配信アルバム
| 配信日       | グループ名    | タイトル | 備考                                   |
| ------------ | ------------- | -------- | -------------------------------------- |
| 2024年3月6日 | arban & crhug | Bouquet  | シングル曲9曲が収録                    |
| 2024年3月6日 | arban         | arban    | 各グループのシングル曲とインストが収録 |
| 2024年3月6日 | crhug         | crhug    | 各グループのシングル曲とインストが収録 |

## 配信日時

### 2017年度
| 弾    | 放送期間                | 放送回数 | 泊日   |
| ----- | ----------------------- | -------- | ------ |
| 第1弾 | 2017年5月20日･21日      | 単発     | 1泊2日 |
| 第2弾 | 2017年8月12日･13日      | 単発     | 1泊2日 |
| 第3弾 | 2017年10月16日~11月6日  | 全4回    | 1泊2日 |
| 第4弾 | 2017年11月13日~12月4日  | 全4回    | 1泊2日 |
| 第5弾 | 2017年12月11日~12月25日 | 全3回    | 1泊2日 |
| 第6弾 | 2018年1月29日~2月19日   | 全4回    | 1泊2日 |
| 第7弾 | 2018年2月26日~3月26日   | 全5回    | 2泊3日 |

### 2018年度
| 弾     | 放送期間                | 放送回数 | 泊日   |
| ------ | ----------------------- | -------- | ------ |
| 第8弾  | 2018年4月23日~5月14日   | 全4回    | 1泊2日 |
| 第9弾  | 2018年5月28日~6月18日   | 全4回    | 1泊2日 |
| 第10弾 | 2018年7月9日~8月6日     | 全5回    | 2泊3日 |
| 第11弾 | 2018年8月27日~9月24日   | 全5回    | 2泊3日 |
| 第12弾 | 2018年10月8日~11月5日   | 全5回    | 2泊3日 |
| 第13弾 | 2018年11月26日~12月24日 | 全5回    | 2泊3日 |
| 第14弾 | 2018年12月31日          | 単発     | 1泊2日 |
| 第15弾 | 2019年1月21日~2月18日   | 全5回    | 2泊3日 |
| 第16弾 | 2019年2月25日~3月25日   | 全5回    | 2泊3日 |

### 2019年度
| 弾                   | 放送期間                     | 放送回数 | 泊日   |
| -------------------- | ---------------------------- | -------- | ------ |
| 第17弾(ハワイ編)     | 2019年4月1日~4月29日         | 全5回    | 2泊3日 |
| 第18弾(香港編)       | 2019年5月6日~6月3日          | 全5回    | 2泊3日 |
| 第19弾(韓国済州島編) | 2019年6月10日~7月8日         | 全5回    | 2泊3日 |
| 第20弾(夏休み編)     | 2019年7月15日~8月26日        | 全7回    | 4泊5日 |
| 第21弾(韓国ソウル編) | 2019年9月2日~9月30日         | 全5回    | 2泊3日 |
| 第22弾(台湾編)       | 2019年10月7日~11月4日        | 全5回    | 2泊3日 |
| 第23弾(グアム編)     | 2019年11月11日~12月9日       | 全5回    | 2泊3日 |
| 第24弾(冬休み編)     | 2019年12月16日~2020年1月20日 | 全6回    | 3泊4日 |
| 第25弾(卒業編)       | 2020年1月27日~3月9日         | 全7回    | 3泊4日 |
| 春休み特別編         | 2020年3月16日~3月30日        | 全3回    | ×      |

### 2020年度
| 弾                 | 放送期間                | 放送回数 | 泊日   |
| ------------------ | ----------------------- | -------- | ------ |
| 第26弾(青い春編)   | 2020年4月6日~5月4日     | 全5回    | 2泊3日 |
| おうち時間特別編   | 2020年5月11日~6月8日    | 全5回    | ✕      |
| 第27弾(紫陽花編)   | 2020年6月15日~7月13日   | 全5回    | 2泊3日 |
| 紫陽花編特別編     | 2020年7月20日           | 単発     | ✕      |
| 第28弾(夏空編)     | 2020年7月27日~8月31日   | 全6回    | 2泊3日 |
| 第29弾(金木犀編)   | 2020年9月7日~10月5日    | 全5回    | 2泊3日 |
| 第30弾(秋月編)     | 2020年10月12日~11月9日  | 全5回    | 2泊3日 |
| 第31弾(星空編)     | 2020年11月16日~12月21日 | 全6回    | 2泊3日 |
| 冬休み特別編       | 2020年12月28日          | 単発     | ✕      |
| 第32弾(赤い糸編)   | 2021年1月4日~2月1日     | 全5回    | 2泊3日 |
| 第33弾(卒業編2021) | 2021年2月8日~3月15日    | 全6回    | 3泊4日 |
| 春休み特別編       | 2021年3月22日~3月29日   | 全2回    | ✕      |

### 2021年度
| 弾                     | 放送期間                | 放送回数 | 泊日   |
| ---------------------- | ----------------------- | -------- | ------ |
| 第34弾(春桜編)         | 2021年4月5日~5月3日     | 全5回    | 2泊3日 |
| 第35弾(鈴蘭編)         | 2021年5月10日~6月7日    | 全5回    | 2泊3日 |
| 第36弾(霞草編)         | 2021年6月14日~7月19日   | 全6回    | 2泊3日 |
| 第37弾(向日葵編)       | 2021年7月26日~9月6日    | 全7回    | 3泊4日 |
| 第38弾(朝顔編)         | 2021年9月13日~10月11日  | 全5回    | 2泊3日 |
| 第39弾(秋桜編)         | 2021年10月18日~11月15日 | 全5回    | 2泊3日 |
| 第40弾(花梨編)         | 2021年11月22日~12月27日 | 全6回    | 2泊3日 |
| いったん恋はおやすみ編 | 2022年1月3日~1月10日    | 全2回    | ×      |
| 第41弾(蜜柑編)         | 2022年1月17日~2月14日   | 全5回    | 2泊3日 |
| 第42弾(卒業編2022)     | 2022年2月21日~3月28日   | 全6回    | 3泊4日 |

### 2022年度
| 弾                   | 放送期間                | 放送回数 | 泊日   |
| -------------------- | ----------------------- | -------- | ------ |
| 第43弾(初虹編)       | 2022年4月4日~5月2日     | 全5回    | 2泊3日 |
| 第44弾(皐月編)       | 2022年5月9日~6月6日     | 全5回    | 2泊3日 |
| 第45弾(小夏編)       | 2022年6月13日~7月11日   | 全5回    | 2泊3日 |
| 特別編               | 2022年7月18日           | 単発     | ×      |
| 第46弾(セブ島編)     | 2022年7月25日~8月29日   | 全6回    | 2泊3日 |
| 第47弾(プーケット編) | 2022年9月5日~10月10日   | 全6回    | 2泊3日 |
| 特別編               | 2022年10月17日          | 単発     | ×      |
| 第48弾(沖縄編)       | 2022年10月24日~11月21日 | 全5回    | 2泊3日 |
| 第49弾(ダナン編)     | 2022年11月28日~12月26日 | 全5回    | 2泊3日 |
| 特別編               | 2022年1月2日~1月9日     | 全2回    | ×      |
| 第50弾(サムイ島編)   | 2023年1月16日~2月13日   | 全5回    | 2泊3日 |
| 第51弾(卒業編2023)   | 2023年2月20日~3月27日   | 全6回    | 3泊4日 |

### 2023年度
| 弾                             | 放送期間                | 放送回数 | 泊日   |
| ------------------------------ | ----------------------- | -------- | ------ |
| 第52弾(フーコック島編)         | 2023年4月3日~5月1日     | 全5回    | 2泊3日 |
| 第53弾(パタヤ編)               | 2023年5月8日~6月5日     | 全5回    | 2泊3日 |
| 第54弾(チュンムン編)           | 2023年6月12日~7月10日   | 全5回    | 2泊3日 |
| 第55弾(夏休み編2023)           | 2023年7月17日~8月21日   | 全6回    | 3泊4日 |
| 第56弾(カンヌン編)             | 2023年8月28日~10月2日   | 全6回    | 3泊4日 |
| 特別編                         | 2023年10月9日           | 単発     | ×      |
| 第57弾(台北編)                 | 2023年10月16日~11月13日 | 全5回    | 2泊3日 |
| 第58弾(九龍編)                 | 2023年11月20日~12月25日 | 全6回    | 3泊4日 |
| 特別編                         | 2024年1月1日            | 単発     | ×      |
| 第59弾(卒業編2024inプーケット) | 2024年1月8日~2月12日    | 全6回    | 2泊3日 |
| 第60弾(卒業編2024inセブ島)     | 2024年2月19日~3月25日   | 全6回    | 3泊4日 |

### 2024年度
| 弾                               | 放送期間                | 放送回数 | 泊日   |
| -------------------------------- | ----------------------- | -------- | ------ |
| 第61弾(ニャチャン編)             | 2024年4月1日~4月29日    | 全5回    | 2泊3日 |
| 第62弾(プサン編)                 | 2024年5月6日~6月3日     | 全5回    | 2泊3日 |
| 第63弾(ホアヒン編)               | 2024年6月10日~7月8日    | 全5回    | 2泊3日 |
| 特別編                           | 2024年7月15日           | 全1回    | ✕      |
| 第64弾(夏休み編2024)             | 2024年7月22日~9月2日    | 全7回    | 3泊4日 |
| 第65弾(ドンタン編)               | 2024年9月9日~10月7日    | 全5回    | 2泊3日 |
| 公開オーディション               | 2024年10月14日          | 全1回    | ✕      |
| 第66弾(キョンジュ編)             | 2024年10月21日~11月18日 | 全5回    | 2泊3日 |
| 第67弾(冬休み編2024)             | 2024年11月25日~12月30日 | 全6回    | 3泊4日 |
| 特別編                           | 2025年1月6日            | 全1回    | ✕      |
| 第68弾(卒業編2025inソウル)       | 2025年1月13日~2月10日   | 全5回    | 2泊3日 |
| 第69弾(卒業編2025inシンガポール) | 2025年2月17日~3月24日   | 全6回    | 3泊4日 |
| 特別編(2時間放送)                | 2025年3月31日           | 全1回    | ✕      |

### 2025年度
| 弾                         | 放送期間              | 放送回数 | 泊日   |
| -------------------------- | --------------------- | -------- | ------ |
| 第70弾(ニュージーランド編) | 2025年4月7日~5月5日   | 全5回    | 2泊3日 |
| 第71弾(マクタン編)         | 2025年5月12日~6月9日  | 全5回    | 2泊3日 |
| 第72弾(ハロン編)           | 2025年6月16日~7月14日 | 全5回    | 2泊3日 |
| 特別編                     | 2025年7月21日         | 全1回    | ✕      |
| 第73弾(夏休み編2025)       | 2025年7月28日~9月8日  | 全7回    | 3泊4日 |

## テーマソング
第3弾〜第7弾
テーマソング：井上苑子「だいすき。」
挿入歌：井上苑子「赤いマフラー」
第10弾〜第11弾
主題歌：足立佳奈「私今あなたに恋をしています」　
第12弾〜第14弾
主題歌：足立佳奈「You Your Yours」
第15弾〜第16弾
主題歌：足立佳奈「ウタコク」
第17弾(ハワイ編)〜第19弾(韓国チェジュ島編)
主題歌：足立佳奈「little flower」
第20弾(夏休み編)、第21弾(韓国ソウル編)
主題歌：足立佳奈「little flower」
エンディングテーマ：足立佳奈「ひとりよがり」
第22弾(台湾編)、第23弾(グアム編)
主題歌：足立佳奈「little flower」
エンディングテーマ：足立佳奈「面影」
第24弾(冬休み編)、第25弾(卒業編)
主題歌：足立佳奈「little flower」
エンディングテーマ：足立佳奈「話がある」
第26弾(青い春編)〜第31弾(星空編)
主題歌：三阪咲「私を好きになってくれませんか」
エンディングテーマ：三阪咲「Say Good Night」
第32弾(赤い糸編)、第33弾(卒業編2021)
主題歌：三阪咲「僕でいいじゃん」
挿入歌：三阪咲「私を好きになってくれませんか」
エンディングテーマ：三阪咲「Say Good Night」
第34弾(春桜編)〜第36弾(霞草編)
主題歌：SHISHAMO「ねぇ、」
エンディングテーマ：Mrs. GREEN APPLE「点描の唄 (feat. 井上苑子)」
第37弾(向日葵編)～第40弾(花梨編)
主題歌：幾田りら「ロマンスの約束(リアレンジ ver.)」
エンディングテーマ：Mrs. GREEN APPLE「点描の唄 (feat. 井上苑子)」
第41弾(蜜柑編)、第42弾(卒業編2022)
主題歌：幾田りら「スパークル」
挿入歌 : Mrs. GREEN APPLE「点描の唄 (feat. 井上苑子)」
第43弾(初虹編)〜第51弾(卒業編2023)
主題歌：Mrs. GREEN APPLE「ブルーアンビエンス （feat. asmi）」
挿入歌 : りりあ。 ｢君の隣で。｣
第52弾(フーコック島編)〜第58弾(九龍編)
主題歌：ずっと真夜中でいいのに。「不法侵入」
挿入歌：にしな「春一番」
第59弾(卒業編2024 in プーケット)〜第60弾(卒業編2024 in セブ島)
主題歌：ずっと真夜中でいいのに。「不法侵入」
挿入歌：tuki.「サクラキミワタシ」
第61弾(ニャチャン編)〜第63弾(ホアヒン編)
主題歌：緑黄色社会「始まりの歌」
挿入歌：緑黄色社会「想い人」
第64弾(夏休み編2024)〜第67弾(冬休み編2024)
主題歌：緑黄色社会「恥ずかしいか青春は」
挿入歌：緑黄色社会「言えない」
第68弾(卒業編2025 in ソウル)〜第69弾(卒業編2025 in シンガポール)
主題歌：緑黄色社会 ｢恥ずかしいか青春は｣
挿入歌：汐れいら ｢恋をひそめて｣
第70弾(ニュージーランド編)〜
主題歌：幾田りら ｢恋風｣
挿入歌：幾田りら ｢スパークル - From THE FIRST TAKE｣

## YouTubeチャンネル
ABEMAにて配信中の本編の次回予告や過去シーズンの一部映像、ABEMAプレミアムでのスピンオフ企画の「今日好き部」の一部映像のほか、番組のYouTube専用スタジオにて撮影した限定動画などを幅広く公開。

## 配信後の展開、影響

### 音楽
2019年7月、ガールズユニット「みぎてやじるし ひだりてはーと」が結成。
2020年2月、1曲限りの期間限定ボーイズユニット「ERROR」が結成。
第30弾(秋月編)・第31弾(星空編)に出演した松本和志が、スピンオフ「ふたりで旅に出ませんか？ かずよし編」の第3話にて、親友の椿善稀(第30弾(秋月編)・第31弾(星空編)、第33弾(卒業編2021) に出演)に向けてオリジナル曲を書き下ろした。放送当時は曲名が無かったが、その後「約束の日まで」と名付けられ、2021年5月11日よりLINE MUSICで配信リリース。YouTubeには椿が友情出演するミュージックビデオが公開された。
2023年7月、プロジェクト「Bouquet by今日好き」にて、2024年3月までの期間限定ボーカルグループ｢crhug｣｢arban｣が結成。

### 漫画
企画原案：AbemaTV、作画：きみど莉央で『今日、好きになりました。』を小学館『Sho-Comi』2019年17号より連載。2019年12月10日に小学館・フラワーコミックスから単行本化。
本編ハワイ編の重川茉弥、鉄篦啞、前田俊をモデルにまゆ、とあ、しゅう、の3キャラクターの三角関係を描く。

### 書籍
- 重川茉弥著「あの日、好きになって470日～恋愛リアリティショーのその後の話～」（2020年7月7日、扶桑社）[203]

### その他
2019年4月配信・ハワイ編で成立したカップルである重川茉弥と前田俊が、2020年4月21日妊娠および婚約を発表した。発表時の年齢が重川は16歳、前田は17歳であったため、未成年者かつ現役高校生同士の妊娠結婚について倫理問題が話題となった。
その後の2人を追ったドキュメンタリー『twinkle days -毎日が特別な日-』が2020年6月28日からABEMAで配信されている。2人のほか番組レギュラー(見届け人)である井上裕介、Niki、鷲尾伶菜の3人や、2人と仲のいいお馴染みの今日好きファミリーらが祝福メッセージを送った。
さらに、16歳で出産・結婚を決断した重川の妊娠発覚から現在までの、“母になること”の苦悩や喜びを抱えてきた、等身大な4つの素顔=「妻、母、社会人、ママの娘である女子高生」と、現在の夫婦の生活に密着したドキュメンタリー『普通の女子高生だったはずの私が16歳でママになって知ったことは、』が2021年7月20日から配信されている。
2021年7月にmodelpressが企画した「読者が選ぶ「好きな“今日好き”シリーズ」ランキングを発表＜TOP10＞」では、しばしば"伝説"や"神弾"と称される第23弾(グアム編)が1位に輝いた。2位は第17弾(ハワイ編)、3位は第29弾(金木犀編)と続いた。
また、同年10月に「株式会社アイ・エヌ・ジー」が企画した「2021年秋★高校生最新トレンドランキング流行語や好きなアーティスト・芸能人を含む15項目を発表！」の「今よく見ている「動画配信サービスの作品」は？」のランキングにて、「オオカミには騙されない」や「恋する週末ホームステイ」といった同じAbemaTVの恋愛リアリティーショーを抑え、全体票の38%を獲得し1位となった。またスピンオフ作品である「明日も好きでいて、いいですか？」も7位にランクインした。
2025年2月16日、前田と重川がそれぞれのSNSを通して、離婚した事を発表した。

## スタッフ

### 現在のスタッフ
- 技術協力：aLL MIX、Daybook、バンエイト
- 車両：CORD
- 編集：SAIKON
- MA：e-naスタジオ
- 撮影：室屋優樹
- VE：小川亮
- 音声：武廣吉則、千葉康弘
- 作家：酒井健作、小幡真弘
- デザイン：ミショー樹梨亜
- 広告：杉野 莉鈴
- 宣伝：清水彩加、阿部このみ、阿部竜也
- AD：武田真也、櫻井みゆ、岡部直貴、佐藤悠樹／平井耕太、石塚竜一、青木一馬、小川和香、榮姫香
- 監修：前島隆昭
- 演出：林広太郎
- ディレクター：林広太郎、有田直美、丸谷水希、新垣夏貴
- AP：蔡怡昇、高橋徹（以前はAD）
- プロデューサー：翁長朝弥、奥村彰浩、松浦健太郎、斎藤如花、高木佐代子（以前はAP）、三藤豊、岩崎佑生、江原里実
- 制作協力：ダイジョブス
- 制作著作：ABEMA、AbemaProduction

### 過去のスタッフ
- 技術協力：ヴァンシャープ、NST、映像バンク、ONETWO ONETWO
- 編集：岩原大介、田山智博、増田枝里子、大岡愛、戸邉良介、藤森唯史、栗原智明、小川義也、寺岡慎也、内海大助、大北恵美、菊地和美、奈良貢、山岸雅信、吉田俊夫、林隆弘、網代和也、上田裕介、薮中利樹、柴崎弘、藤塚正明
- MA：姥谷充浩、三井慎介、梅沢康二、和松祐二、渡邊剛盛、細川尚史、新田領、和田真由美、湯浅絵理奈、樽川由佳里、杉山正、森司朗、渡辺和也
- 撮影：松崎善行、小田圭介、北林良一
- VE：小川亮
- 音声：池田浩之、高橋章浩、田口健太郎、千葉康弘
- 作家：デーブ八坂
- デザイン：櫻井賢之、浅木康之
- 広報：衛藤あかね（サイバーエージェント）
- 宣伝：岡栞那、中野麻央、玉田理沙
- キャスティング：脇山悠
- AD：佐藤大斗、村上伸之介、賀数駿吾、仲村未来、稗田文哉、宮澤麗早
- ディレクター：高橋悠美子、宮田綾子、井上敬太、鵤晴美、岩木伸次、中川大輔、鈴木隼、橋本詳吾